# バルセロナ
バルセロナ（カタルーニャ語: Barcelona、カタルーニャ語発音: [bərsəlónə] バルサローナ）は、スペイン・カタルーニャ州バルセロナ県のムニシピ（基礎自治体）。カタルーニャ州の州都であり、バルセロナ県の県都である。人口はマドリードに次いでスペインで第2位。国際的な観光都市であると同時に、国際会議が多く開かれる都市 であり、政治・文化・学術の面で大きな影響力を持っている。

## 地理

### 位置
バルセロナはイベリア半島北東岸に位置し、地中海に面した平野にある。市街地の西にはコルセローラ山地があり、南西のリュブラガート川と北のバゾス川に挟まれている。バルセロナが位置する平野の面積は170km2であり、うち101km2がバルセロナの自治体域となっている。スペインとフランスの国境であるピレネー山脈までの距離は約120kmである。
コルセローラ山地の最高峰である512mのティビダボ山の頂上部には、遊園地、サグラット・コール教会、電波塔のコルセローラの塔などがある。標高267mのアル・カルメル、標高181mのプチェット、標高261mのロビラ、標高184mのムンジュイックなど、市街地近くには多数の丘があり、そのほとんどが都市化されている。ムンジュイックの頂上部には17世紀から18世紀に建設されたムンジュイック城があり、スポーツ施設や公園などもある。
北はサンタ・クローマ・ダ・グラマネートとサント・アドリアー・ダ・バゾス、南はアル・プラ・ダ・リュブラガートとルスピタレート・ダ・リュブラガート、西はサン・ファリウ・ダ・リュブラガート、サン・ジュスト・ダスベルン、アスプルガズ・ダ・リュブラガート、サン・クガ・ダル・バリェス、ムンカーダ・イ・ライシャックと境界を接している。
地中海沿岸に位置する港湾都市で、フランスとの国境であるピレネー山脈から160km南に位置する。行政市としては約160万人の人口である。2015年の都市圏人口は421万人であり、スペインではマドリードに次ぐ第2位、世界第83位である。
14世紀に建設された城塞を起源とする旧市街と、1859年の大拡張計画によって建設された碁盤の目のように正方形の街区が並ぶ新市街からなる。都心部では人口が減少し、周辺部や都市圏外に流出しており、ドーナツ化現象に脅かされている。

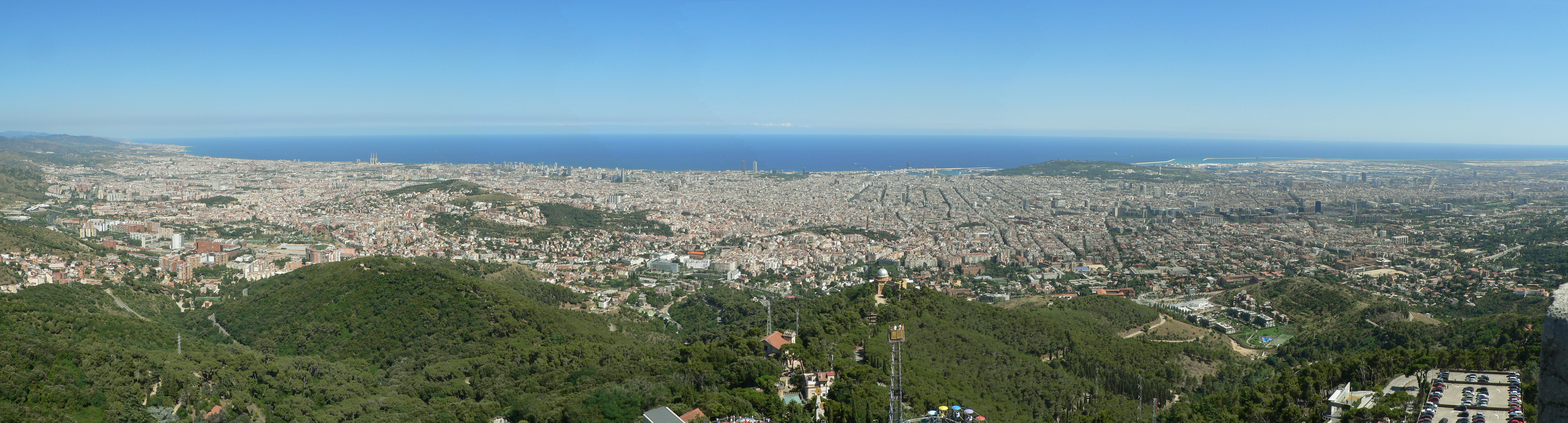
バルセロナ市街地の景観

### 気候
バルセロナは地中海性気候（ケッペンの気候区分ではCsa） である。温暖で湿度のある冬、乾燥する夏が特徴である。イベリア半島東岸にあるバルセロナには、大西洋からの西風が、雨を降らせない低い湿度の状態で到達する。大西洋への近さ、緯度、そして地形が、他の大半の地中海盆地地方と比べてバルセロナの夏が乾燥しないことの理由となっている。
| バルセロナの気候                               | バルセロナの気候 | バルセロナの気候 | バルセロナの気候 | バルセロナの気候 | バルセロナの気候 | バルセロナの気候 | バルセロナの気候 | バルセロナの気候 | バルセロナの気候 | バルセロナの気候 | バルセロナの気候 | バルセロナの気候 | バルセロナの気候 |
| 月                                             | 1月              | 2月              | 3月              | 4月              | 5月              | 6月              | 7月              | 8月              | 9月              | 10月             | 11月             | 12月             | 年               |
| ---------------------------------------------- | ---------------- | ---------------- | ---------------- | ---------------- | ---------------- | ---------------- | ---------------- | ---------------- | ---------------- | ---------------- | ---------------- | ---------------- | ---------------- |
| 平均最高気温 °C （°F）                         | 13.4 (56.1)      | 14.6 (58.3)      | 15.9 (60.6)      | 17.6 (63.7)      | 20.5 (68.9)      | 24.2 (75.6)      | 27.5 (81.5)      | 28.0 (82.4)      | 25.5 (77.9)      | 21.5 (70.7)      | 17.0 (62.6)      | 14.3 (57.7)      | 20.0 (68)        |
| 日平均気温 °C （°F）                           | 8.9 (48)         | 10.0 (50)        | 11.3 (52.3)      | 13.1 (55.6)      | 16.3 (61.3)      | 20.0 (68)        | 23.1 (73.6)      | 23.7 (74.7)      | 21.1 (70)        | 17.1 (62.8)      | 12.6 (54.7)      | 10.0 (50)        | 15.6 (60.1)      |
| 平均最低気温 °C （°F）                         | 4.4 (39.9)       | 5.3 (41.5)       | 6.7 (44.1)       | 8.5 (47.3)       | 12.0 (53.6)      | 15.7 (60.3)      | 18.6 (65.5)      | 19.3 (66.7)      | 16.7 (62.1)      | 12.6 (54.7)      | 8.1 (46.6)       | 5.7 (42.3)       | 11.1 (52)        |
| 降水量 mm （inch）                             | 41 (1.61)        | 39 (1.54)        | 42 (1.65)        | 49 (1.93)        | 59 (2.32)        | 42 (1.65)        | 20 (0.79)        | 61 (2.4)         | 85 (3.35)        | 91 (3.58)        | 58 (2.28)        | 51 (2.01)        | 640 (25.2)       |
| 平均降水日数 （≥1 mm）                         | 5                | 4                | 5                | 5                | 5                | 4                | 2                | 4                | 5                | 6                | 5                | 5                | 55               |
| 平均月間日照時間                               | 149              | 163              | 200              | 220              | 244              | 262              | 310              | 282              | 219              | 180              | 146              | 138              | 2,524            |
| 出典：世界気象機関（国際連合）、スペイン気象庁 |                  |                  |                  |                  |                  |                  |                  |                  |                  |                  |                  |                  |                  |

## 人口統計
| バルセロナの人口推移 1900－2010                         |
|                                                         |
| 出典:INE（スペイン国立統計局）1900年 - 1991年、1996年 - |

現在バルセロナの人口はおよそ164万人（バルセロナ都市圏はおよそ548万人）でマドリードに続くスペインで2番目に大きな都市である。バルセロナは国際的な都市で、およそ4万人のイタリア人が住み、アジア系（主に中国人、パキスタン人）やラテンアメリカ系（主にコロンビア人、ホンジュラス人、ペルー人）の数も多い。 バルセロナにはおよそ1,800人の日本人が住み、日本人学校も存在する。バルセロナは観光の他、国際的な企業が多く、領事館や機関の数も多い。バルセロナは1890年に50万を超え、1935年に100万、1975年に175万を超えた。その後、バルセロナの人口の数は減少したが、2000年から再び人口は増加した。

## 歴史
バルセロナはもともとポエニ戦争を戦ったハンニバル・バルカを輩出したカルタゴの名家バルカ家の領土であり、都市名もバルカ家に由来する。伝説によれば、ハンニバルの父であるハミルカル・バルカが、カルタゴ人都市であるバルチーノを建設したという。
紀元前20年頃にはローマ人がローマ植民市を建設し、当初はバルチーノ（Barcino、バルキノ）と呼ばれた。その地は二本の小川に挟まれ、わずかに高くなった丘だった。丘の頂上に十字の交点を置き、広場を設け、都市の中心とした。その脇にアウグストゥス神殿を建立した。紀元4世紀には、ローマ人がこの町を、現在の市庁舎（Sant Jaume 宮殿）近くの小さな丘である Mons Taber を中心とするカストルム（ローマ軍の宿営地）に作り替えた。ローマ人の都市計画の名残は、旧市街の地図や今も残るローマ時代の城壁の破片に見ることができる。ローマ時代の重要な遺物は、市立歴史博物館の入口にあるパラウ・レイアル・マジョールに展示されている。この街は5世紀(415年)より西ゴート王国（国王アタウルフ）の支配下におかれ、短期間ではあるが西ゴート王国の首都になり、「7世紀 イベリア半島の文芸上の躍進に貢献するところがあった」が、8世紀初頭(711年)にイスラーム勢力のウマイヤ朝によって征服された。801年、カール大帝治世のフランク王国（カロリング朝）の遠征によってスペイン辺境領に組み込まれた。9世紀末になるとフランク王国からの自立を進め、10世紀末独立し、11世紀にはバルセロナ伯領を中心とするカタルーニャ君主国を確立させた。これが現在のカタルーニャの源流となった。985年にはイスラーム側のアル・マンスールによる包囲を受けたものの撃退した。

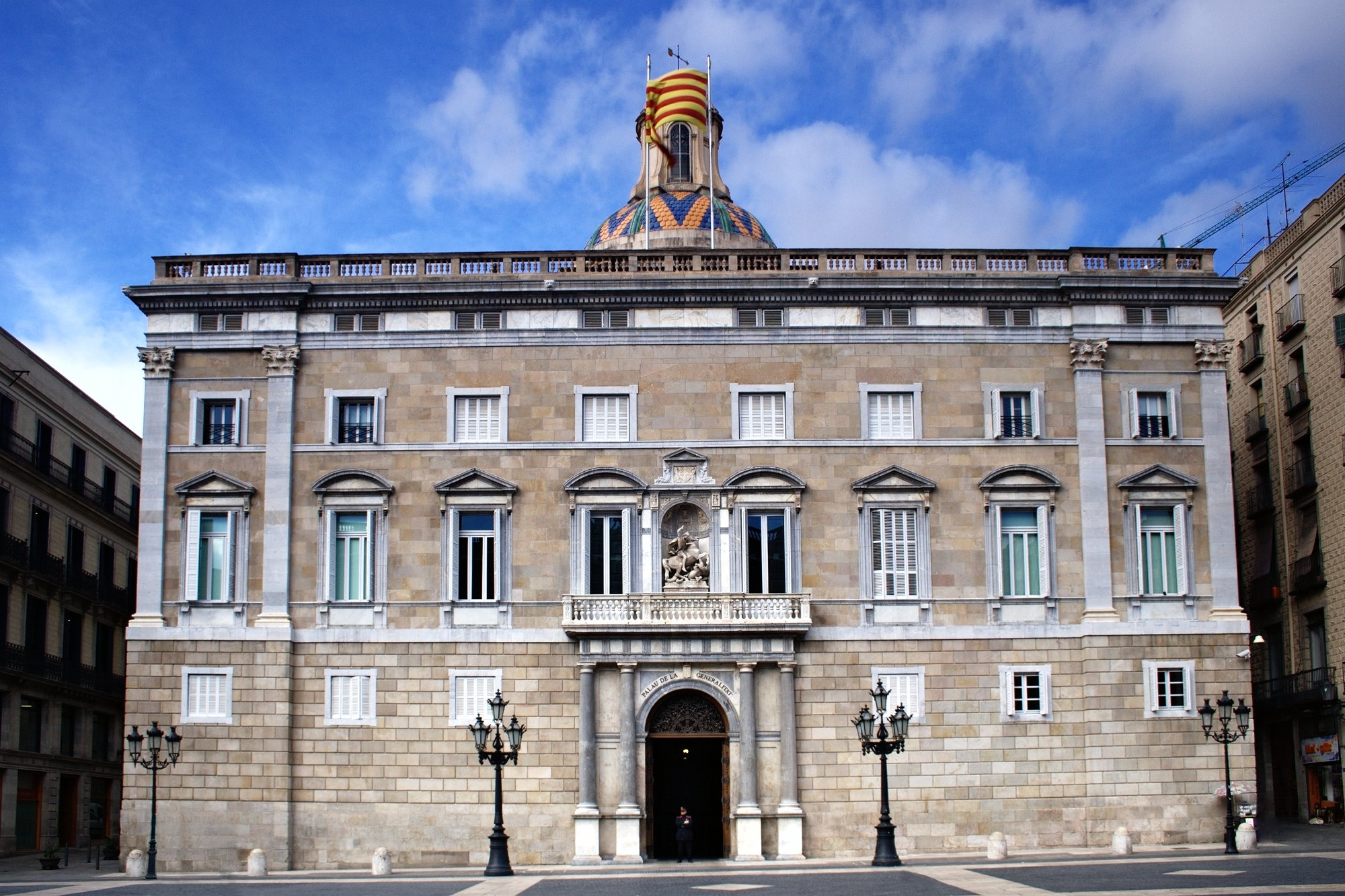
カタルーニャ政府庁舎

その後12世紀に入るとバルセロナは、アラゴン連合王国を構成する一勢力として、多数の海外領土を包含するまでに拡大し、バルセロナからアテネに至る地中海を支配するまでになった。バルセロナは、中世都市として囲壁を新しくめぐらし、活気ある港町に変身していった。しかし、15世紀にカタルーニャ・アラゴン連合とカスティーリャ王国との間で統一王朝が形成されると、スペインの中心はマドリードへと移行し、バルセロナは衰退してゆく。以上のような歴史的経緯によって、バルセロナを含むカタルーニャ地方全体において現在でもカタルーニャ語を話す者が多数を占めている（カスティーリャ語とのバイリンガル）。
1640年から1652年の収穫人戦争及びカタルーニャ共和国以後荒廃し、1701年から1714年のスペイン継承戦争の間に包囲戦が3度行われ（第1次バルセロナ包囲戦・第2次バルセロナ包囲戦・第3次バルセロナ包囲戦）、再び荒廃した。フェリペ5世は反乱を起こしたバルセロナを処罰・統制するために、商業地区（La Ribera）の半分を取り壊して城塞を建設した。
19世紀には産業革命が起こり、数多くの新しい産業が導入されて成長した。その結果、バルセロナには過密による不衛生など都市問題が発生したため、その解決のために市域の拡張が計画された。1859年に行われたコンペの結果、イルデフォンソ・セルダの「大拡張計画」が採用された。この計画では133.4m四方の正方形を一区画として、碁盤の目のように南北に道路を整然と敷くものである。中世の城壁は取り壊され、La Ribera の城塞は都市公園に転用されて現在のシウタデリャ公園になった。20世紀の初頭には、カタルーニャ人が自治と文化的表現の自由の拡大を求めて騒乱を起こしたことで、バルセロナの復活が明確になった。1930年代には100万人を超える大都市に成長していたが、それに伴っての住宅や公共施設、交通などの対策・施策が追い付いていなかった。
スペイン内戦（1936年-1939年）の間、バルセロナはバスク州などと共に共和国政府側につき、無政府主義運動の拠点となった。それも1939年にフランコの反乱軍に侵略され、その後数十年間は恐怖政治と抑圧が続いた。フランコ政権の時代にはカタルーニャ語の使用も弾圧された。1970年代の反政府運動と独裁者フランコの死去をきっかけにして、バルセロナは文化的活動の中心となり、今日のように繁栄する都市となった。

## 政治

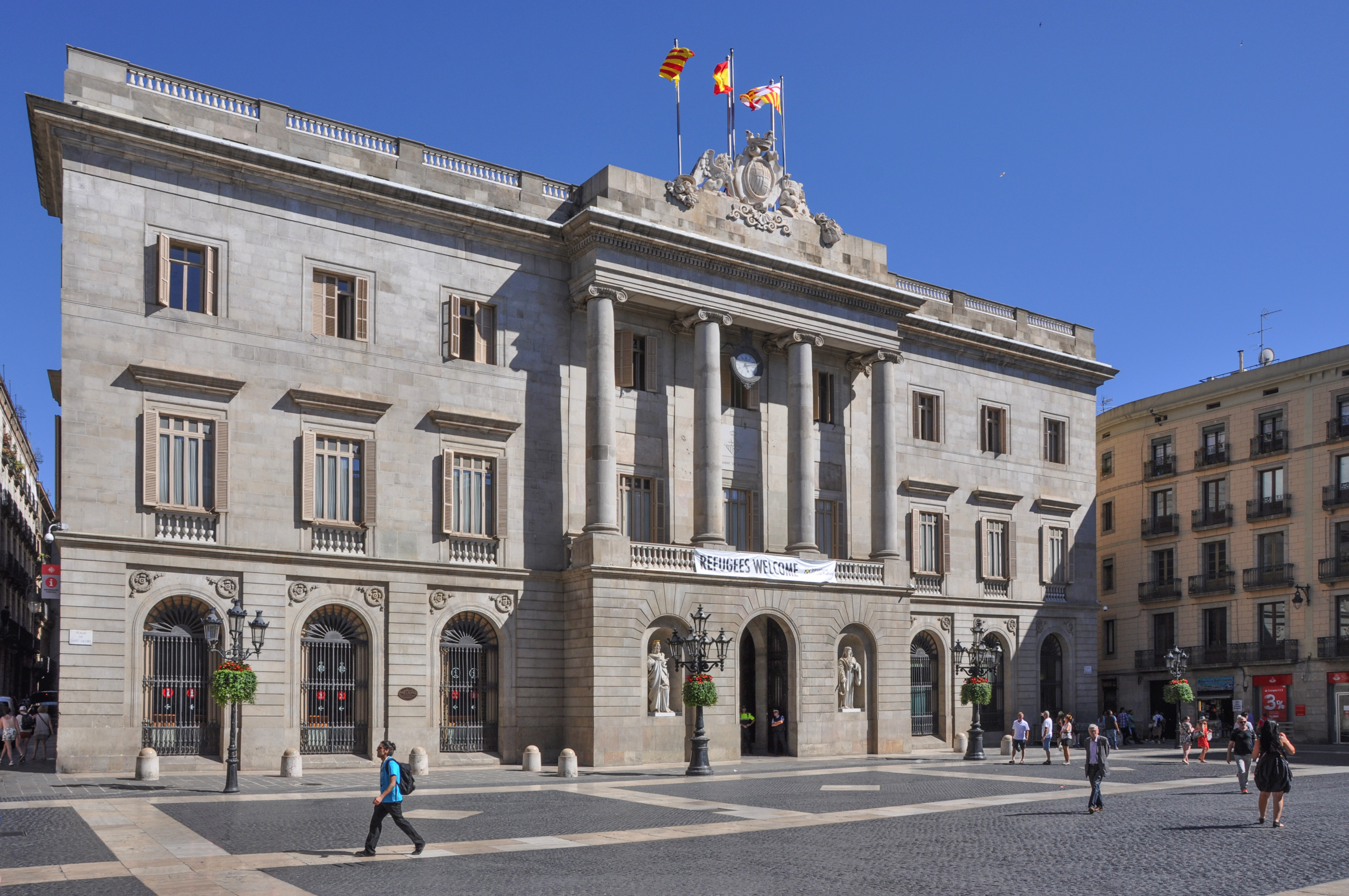
バルセロナ市庁舎

バルセロナ市議会は41人の議員によって構成される。議員の任期は4年。
2019年の市議会選挙では、カタルーニャ独立賛成派のカタルーニャ共和主義左翼（ERC）とアダ・クラウ市長率いるバルサローナ・アン・クムーがそれぞれ10議席、カタルーニャ社会党（PSC）が8議席、シウダダノス（C's）が6議席を獲得している。市議会における市長選出（市議の互選による選任）では、アダ・クラウ現市長がPSCとC'sから造反した一部の市議の支持を得て市長に再任された。

### 歴代市長
- 1979年 - 1982年：ナルシス・セラ（英語版）（PSC）
- 1982年 - 1997年：パスクアル・マラガイ（英語版）（PSC）
- 1997年 - 2006年：ジョアン・クロス（英語版）（PSC）
- 2006年 - 2011年：ジョルディ・エレウ（英語版）（PSC）
- 2011年 - 2015年：ザビエル・トリアス（英語版）（PDeCAT）
- 2015年 - 2023年：アダ・クラウ・バリャーヌ（バルサローナ・アン・クムー）
- 2023年 - ：ジャウマ・コルボニ（英語版）（PSC）

### 行政区

バルセロナの行政区画

バルセロナ市は以下の10行政区によって構成されている。
- シウタ・ベリャ
- アシャンプラ
- サンツ・ムンジュイック
- ラス・コルツ（英語版）
- サリア＝サン・ジャルバシ（英語版）
- グラシア
- オルタ・ギナルド（英語版）
- ノウ・バリス（英語版）
- サン・アンドレウ
- サン・マルティ（英語版）

## 経済
2019年にアメリカのシンクタンクであるAtkearneyが公表した世界都市ランキングでは世界第23位の都市と評価され、スペインではマドリードに次ぐ第2位だった。
また、比較的低廉な賃金水準と地価を背景として外国資本が進出しており、自動車産業においてはセアト（当初はフィアットの関連会社。現在はフォルクスワーゲン子会社）の本社や、日産自動車の生産拠点（日産モトール・イベリカ）が設けられている（日産自動車は2020年にバルセロナ工場を閉鎖することを発表している）。その他、新進ファッションブランドで知られるデシグアルは1984年バルセロナで創業している。

## 観光
旧市街はほぼ平坦である。また、市街地は周辺の丘に向かって広がっており、急な坂道によって区切られている。
バルセロナには、建築家アントニ・ガウディの残した建築物が多い。彼はバルセロナで暮らし、仕事をし、グエル邸、グエル公園や、巨大で今なお未完成のサグラダ・ファミリア教会のような有名な作品をいくつか残した。それらの作品の多くはアントニ・ガウディの作品群としてユネスコの世界遺産に登録されている。

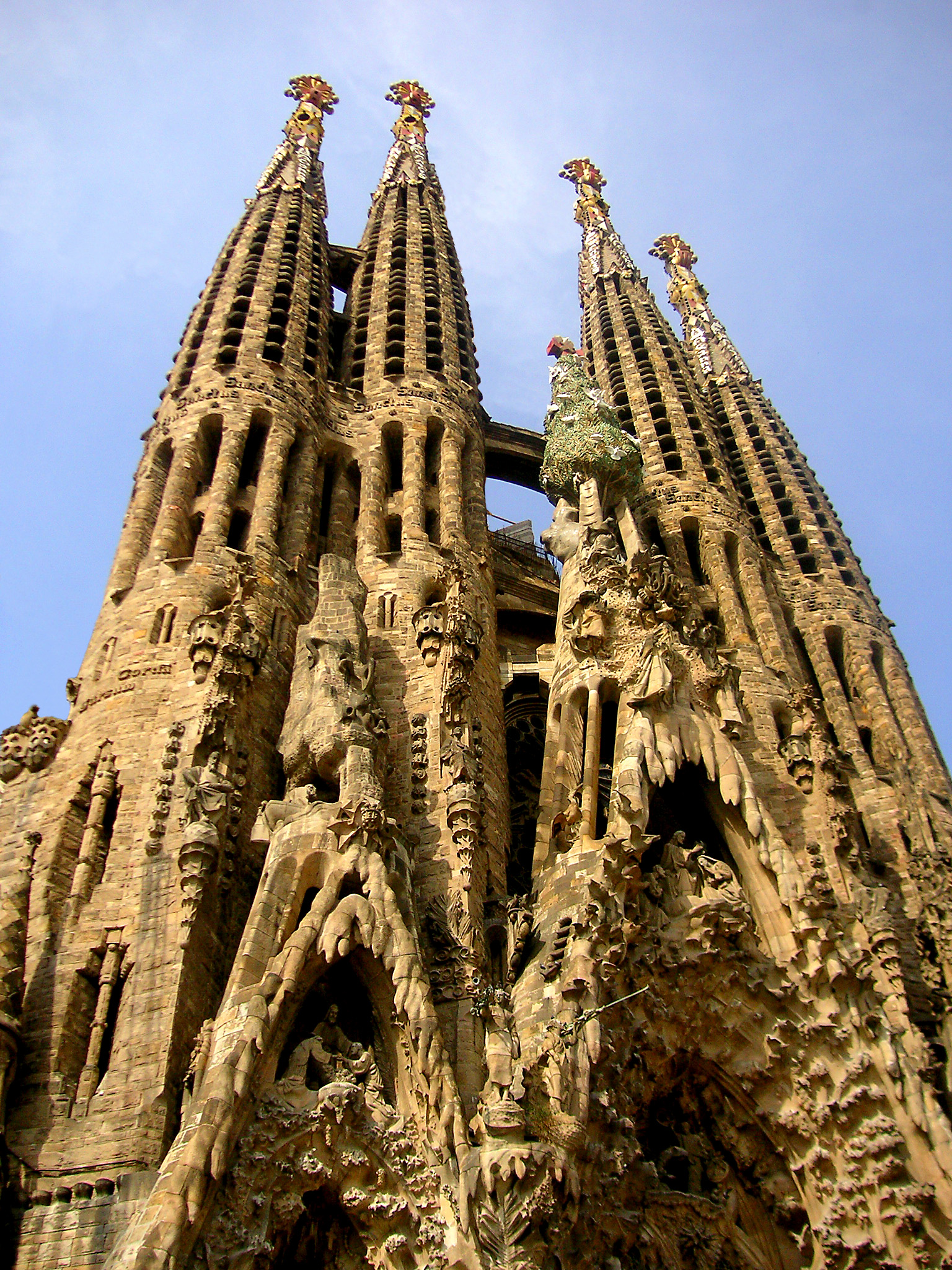
サグラダ・ファミリア

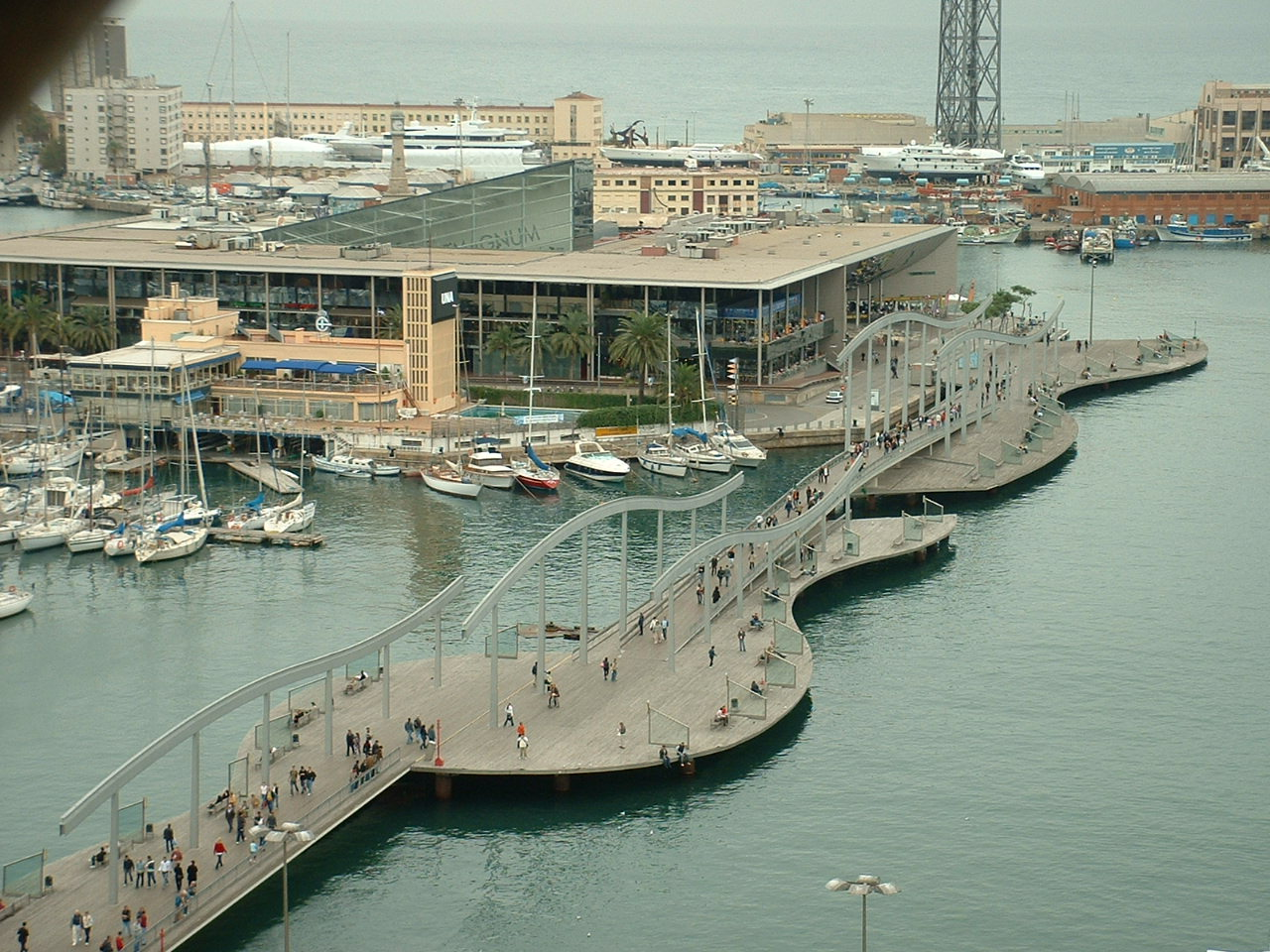
ポルト・ベル

- ランブラス通り：夜遅くまで多くの人通りでごった返し、花屋、鳥屋、大道芸人、カフェテリア、レストランが並ぶ、市の中心から臨海地区まで走る大通りである。ランブラス通りを歩くと、いくつもの興味深い建造物に混じって、世界的に有名なリセウ大劇場、ラ・ブカリーアの食品市場、Plaça Reial （直訳すれば王家の区画）、そこに設けられたアーチやシュロの木を見ることができる。南の終端にはクリストファー・コロンブスの像があり、地中海を指して立っている。
- カタルーニャ広場 : バルセロナ市の中心にある広場。観光地として、日々多くの人が訪れる。多くの地下鉄やサンクガットやテラサ、サバデルなどの都市を結ぶFGCの終点駅であり、交通の便も良い。
- スペイン広場（エスパーニャ広場）カタルーニャ広場の南、サンツ駅の東にある広場。南にマジカ噴水、続いてカタルーニャ美術館がある。
- 海軍博物館：地中海での生活の歴史が記録されている。ガレー船の原寸大模型もある。博物館の建物は中世の王立造船所であり、ここで地中海を航海した船が建造された。
- シウタデリャ公園：ダウンタウンの北にあり、園内にはカタルーニャ州議会・バルセロナ動物園・科学博物館などがある。
- サグラダ・ファミリア（聖家族教会）：建築家アントニ・ガウディ設計で、1882年から建設が続けられている。中世の大聖堂と同様に、一般からの寄付によって財源をまかなっている。2026年完成と予告されている。
- カテドラル（大聖堂）：バルセロナで大聖堂と言えば、サグラダ・ファミリアでなく中世後期のゴシック様式の建物であるサンタ・エウラリア大聖堂を指す。
- ピカソ美術館：パブロ・ピカソの初期のあまり知られていない作品が展示されている。モンカダ通りにある。
- ジョアン・ミロ財団美術館：ジョアン・ミロの絵画や彫刻が、世界中の美術館から借り出された作品と共に展示されている。モンジュイックの丘にある。
- 国立カタルーニャ美術館：ロマネスク様式美術のコレクションを所蔵していることでよく知られている。カタルーニャ中のロマネスク建築の教会やチャペルの壁画を移設したものも含まれている。
- バルセロナ現代美術館：絵画や彫刻だけでなく、アメリカの建築家であるリチャード・マイヤーが設計した建物でも有名である。
- グエル公園：建築家アントニ・ガウディ設計。
- トーレ・アグバール
- タピエス美術館：現代美術の巨匠、アントニ・タピエスの作品とその他の現代美術の展示など。
- カンプ・ノウ：欧州最大（約10万人を収容可能）のサッカースタジアムで、世界的強豪プロサッカークラブ・FCバルセロナがホームとする。クラブ博物館もある。
- カサ・ミラ：建築家アントニ・ガウディが設計を担当。
- カサ・バトリョ：建築家アントニ・ガウディが改築を担当。
- サン・パウ病院：世界遺産に登録されているムンタネー設計のモデルニスモ病院建築。（診療機能は2009年に隣接地の新病棟に移転）

## 教育

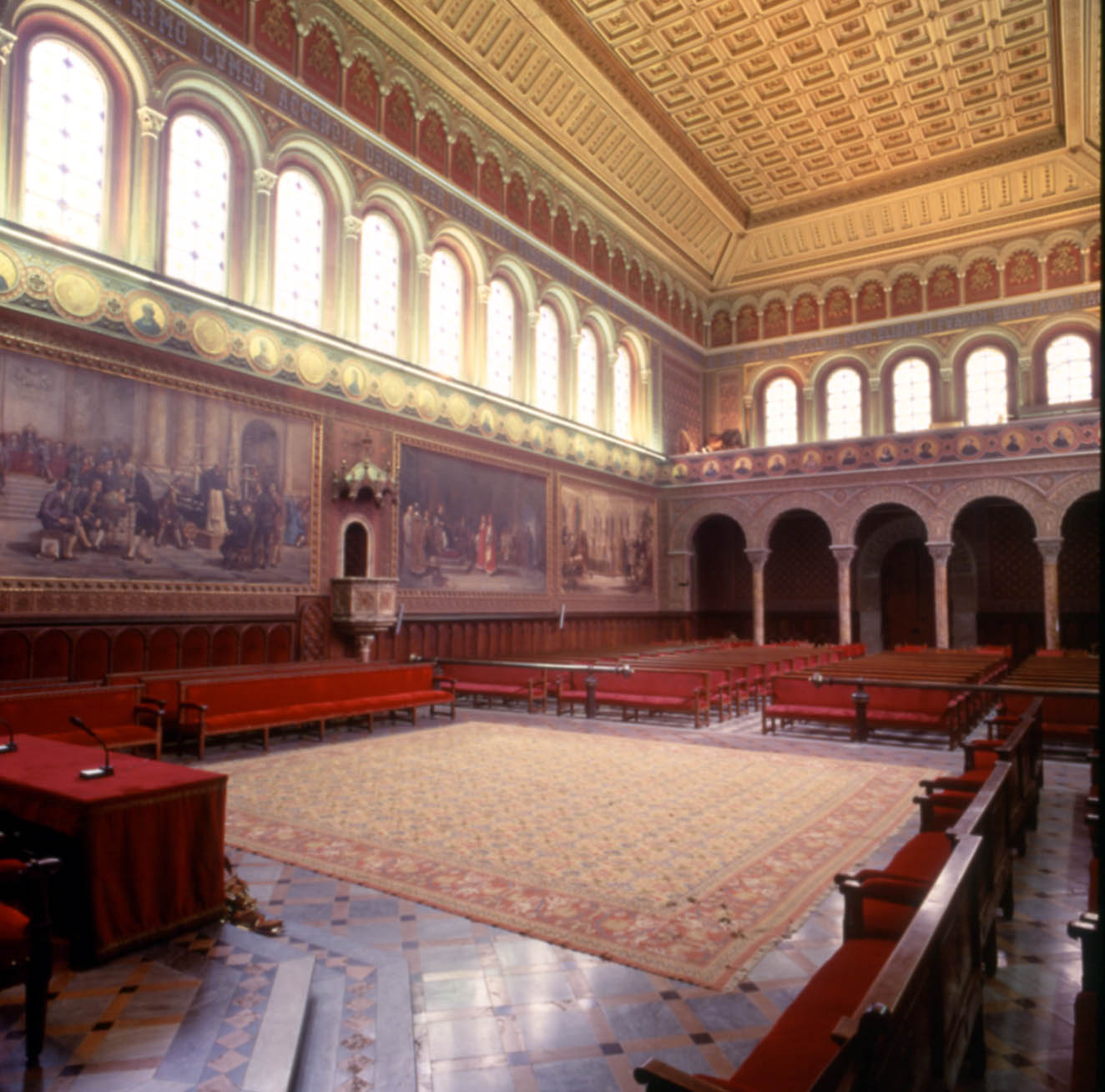
バルセロナ大学

スペインでは6歳から16歳までが義務教育である。カタルーニャ州ではすべての州立学校教育でカタルーニャ語が使用され、スペイン語は外国語として教えられている。カタルーニャ州には公立（州立）・半私立・私立の3種類の学校があり、私立の中にはカトリック学校やインターナショナルスクールなどもある。3歳から6歳までの幼児教育は義務教育ではないが、3歳以上の子どもの90%が幼稚園に通っている。
6歳から12歳までは義務教育の初等教育であり、英語を含む幅広い科目が教えられる。12歳から16歳は義務教育の中等教育である。16歳から18歳は非義務教育のバチリェラートであり、芸術、自然科学・健康科学、科学・工学、社会科学、人文科学の5つの種類に分けられる。高等教育機関への進学を希望する生徒は、18歳の6月に入学試験を受ける。
1450年設立のバルセロナ大学はカタルーニャ州最古の大学である。その他には公立のカタルーニャ工科大学やプンペウ・ファブラ大学、私立のEADAビジネススクールやラモン・リュイ大学などがある。バルセロナ自治大学はバルセロナ市域ではなくバルセロナ都市圏のサルダニョーラ・ダル・バリェスにある。トゥールーズ・ビジネススクールとカタルーニャ・オープン大学もバルセロナを拠点としている。

## メディア
バルセロナにおける三大日刊紙は『エル・ペリオディコ・デ・カタルーニャ』、『ラ・バングアルディア』、『アラ』である。『エル・ペリオディコ・デ・カタルーニャ』と『ラ・バングアルディア』はカタルーニャ語版・スペイン語版の双方を発行しており、『アラ』はカタルーニャ語版のみを発行している。
バルセロナにおける二大スポーツ紙は、『スポルト』と『ムンド・デポルティーボ』であり、それぞれスペイン語紙である。その他にはカタルーニャ語紙の『アル・プン・アブイ』、全国紙の『エル・パイス』や『エル・ムンド』、無料紙の『20ミヌートス』などが発行されている。バルセロナを拠点とするオンライン新聞のビラウェブは、ヨーロッパ最古のオンライン新聞でもある。
主要なFM放送局にはカタルーニャ・ラジオ、RAC 1、RAC 105、カデーナ・セールなどがある。バルセロナ市が所有するバルセロナ・テレビシオー(BTV)があり、バルセロナ都市圏のサン・ジュアン・ダスピにはカタルーニャ州の公共放送であるテレビシオー・ダ・カタルーニャがある。

## 交通

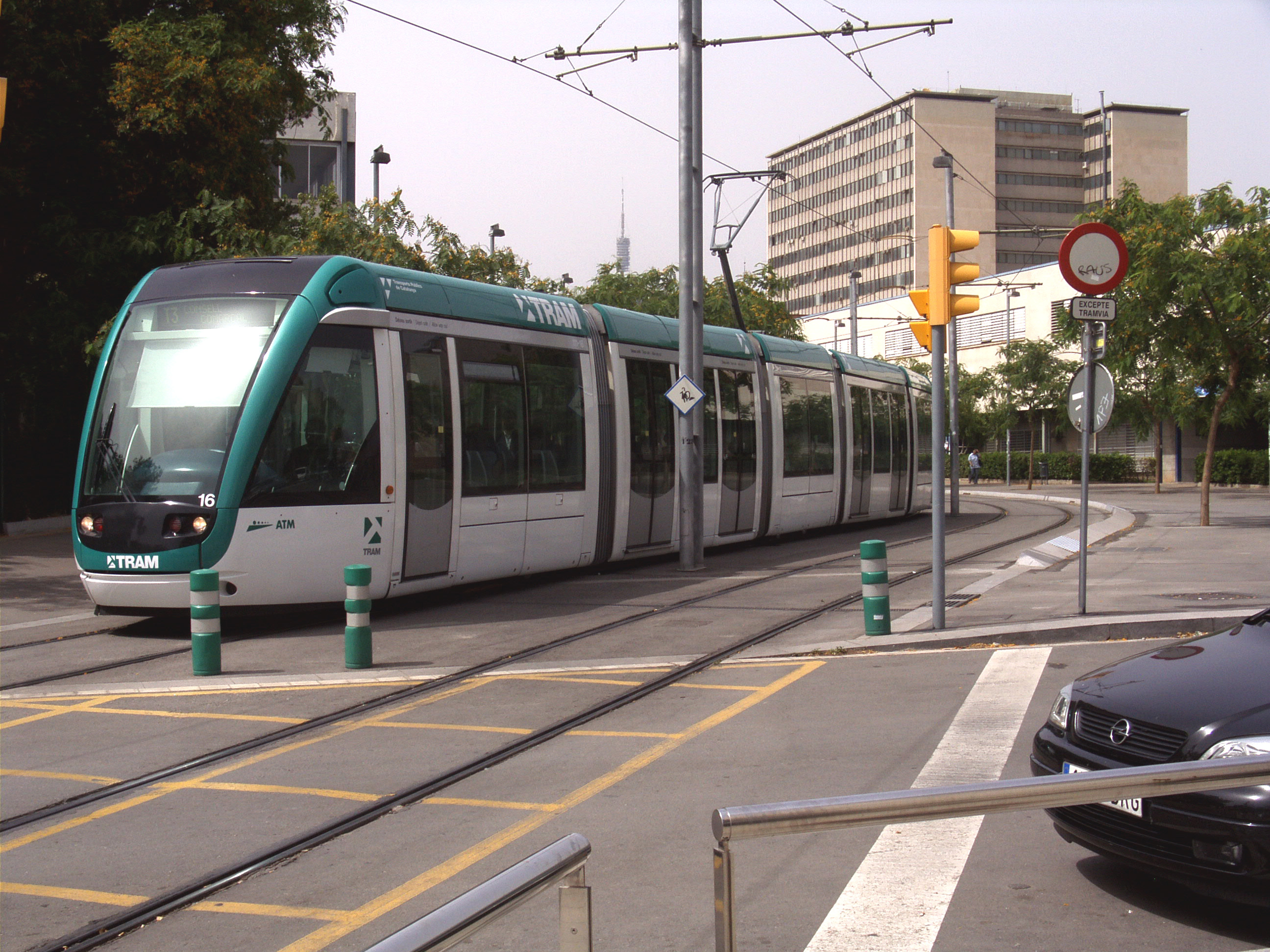
路面電車

市の中心部から南西10kmにバルセロナ＝エル・プラット空港（自治体としてはアル・プラ・ダ・リョブレガート）がある。スペイン第2の空港で、スペインの地中海沿岸では最大の空港である。スペイン国内やヨーロッパ各国からの便が中心だが、中東や米国からの便もある。
サンツ駅はレンフェ（スペイン国鉄）の鉄道網の中心の一つであり、通勤通学のための近郊路線セルカニアスの出発地でもある。セルカニアス バルセロナにはレンフェが運営する路線もあるが、ゆくゆくはカタルーニャ公営鉄道がすべて運行する予定になっている。2008年には高速鉄道AVEでマドリードとバルセロナが結ばれた。
市内と周辺の都市には、2社12路線からなるバルセロナ地下鉄が走っている。地下鉄とバスはバルセロナ交通局（一部FGCとの共同管理）によって運営されている。
市街地には1971年まで路面電車が運行されていたが、その後約40年間は途絶えていた。2004年に路面電車がLRTとして復活した。バルセロナ市街地から南西部へ伸びるトランバイシュ（L1 - L3 の3路線）と、北東部へ伸びるトランバゾス（L4 - L6 の3路線）がある。

### 航空

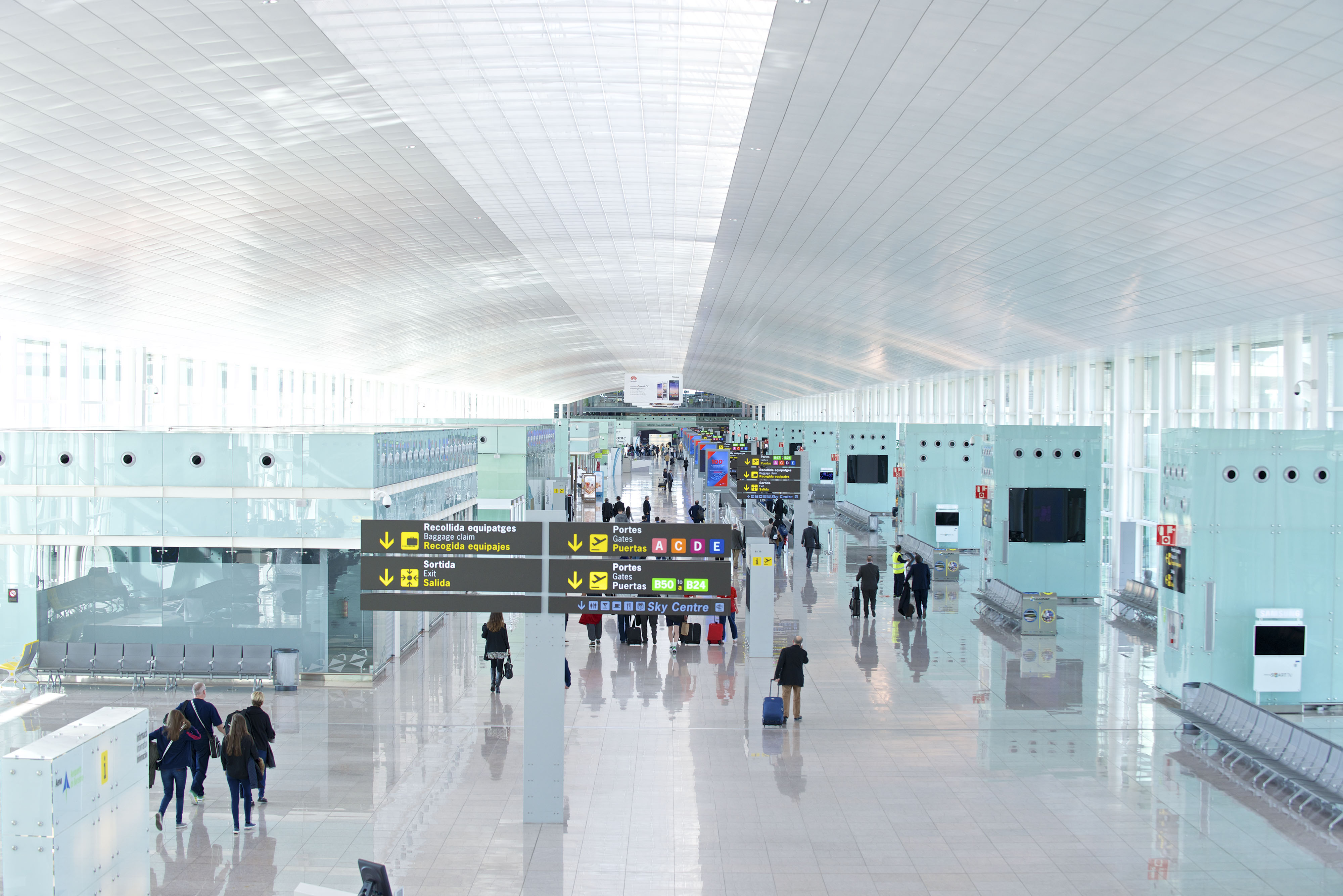
バルセロナ＝エル・プラット空港

バルセロナ中心部から17kmの距離にはバルセロナ＝エル・プラット空港があり、2016年の旅客数は約4410万人だった。エル・プラット空港はスペインで2番目に旅客数の多い空港であり、地中海沿岸ではローマ・フィウミチーノ空港などをしのいでもっとも旅客数の多い空港である。ブエリング航空やライアンエアーのハブ空港であり、イベリア航空やエア・ヨーロッパの焦点空港である。主に国内線やヨーロッパ各国行きの国際線が運航されているが、南アメリカ・アジア・アメリカ合衆国に向かう便も運航されている。
格安航空会社(LCC)の中には、90km北のジローナ空港、77km南のレウス空港、150km西のリェイダ＝アルガイア空港を使用する会社もある。サバデイ空港はパイロット訓練や短距離航空輸送などに特化している。

### 海上交通

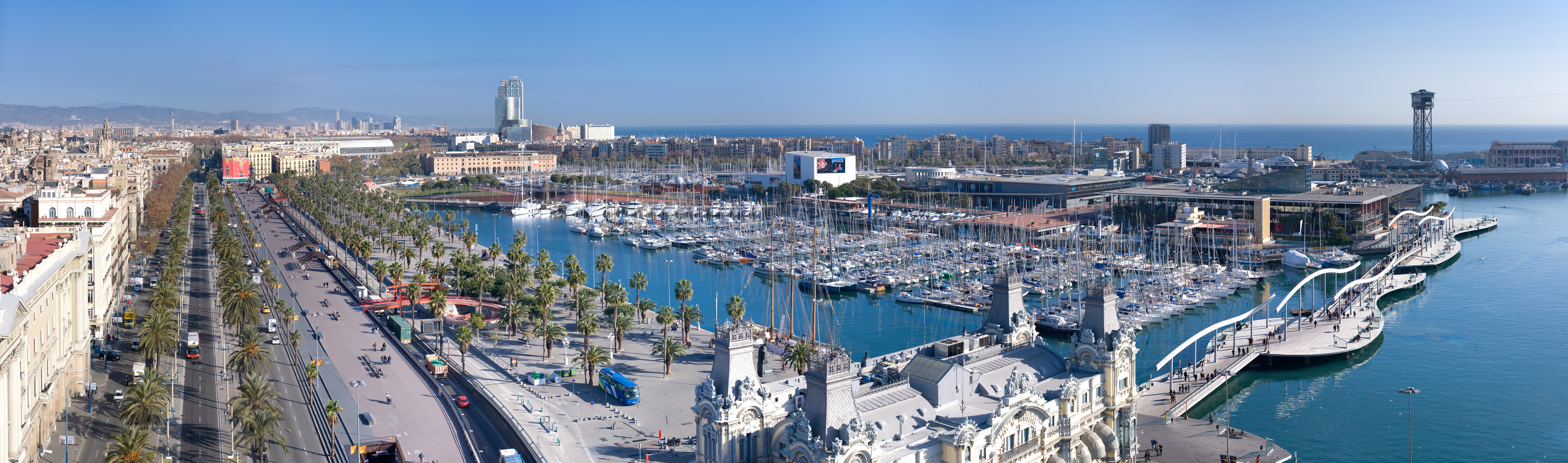
冬季のポルト・ベイ地区

2013年のバルセロナ港の貨物取扱量は172万TEUであり、ヨーロッパ第9位のコンテナ港だった。バルセロナ港はヨーロッパ有数のクルーズ船就航港でもあり、地中海で最も重要なターンアラウンド（乗客の入れ替え）基地である。2013年には3600万人がクルーズ船でバルセロナ港を利用した。
ポルト・ベイ地区にはショッピングモール、映画館、ヨーロッパ有数の水族館であるバルセロナ水族館などがある。バルセロナ水族館の施設内にある35の水槽では、450種11,000匹の生物が飼育されている。直径36m、深さ5m、水量370万リットルの大水槽や、全長80mのトンネル型水槽などがある。

### 鉄道

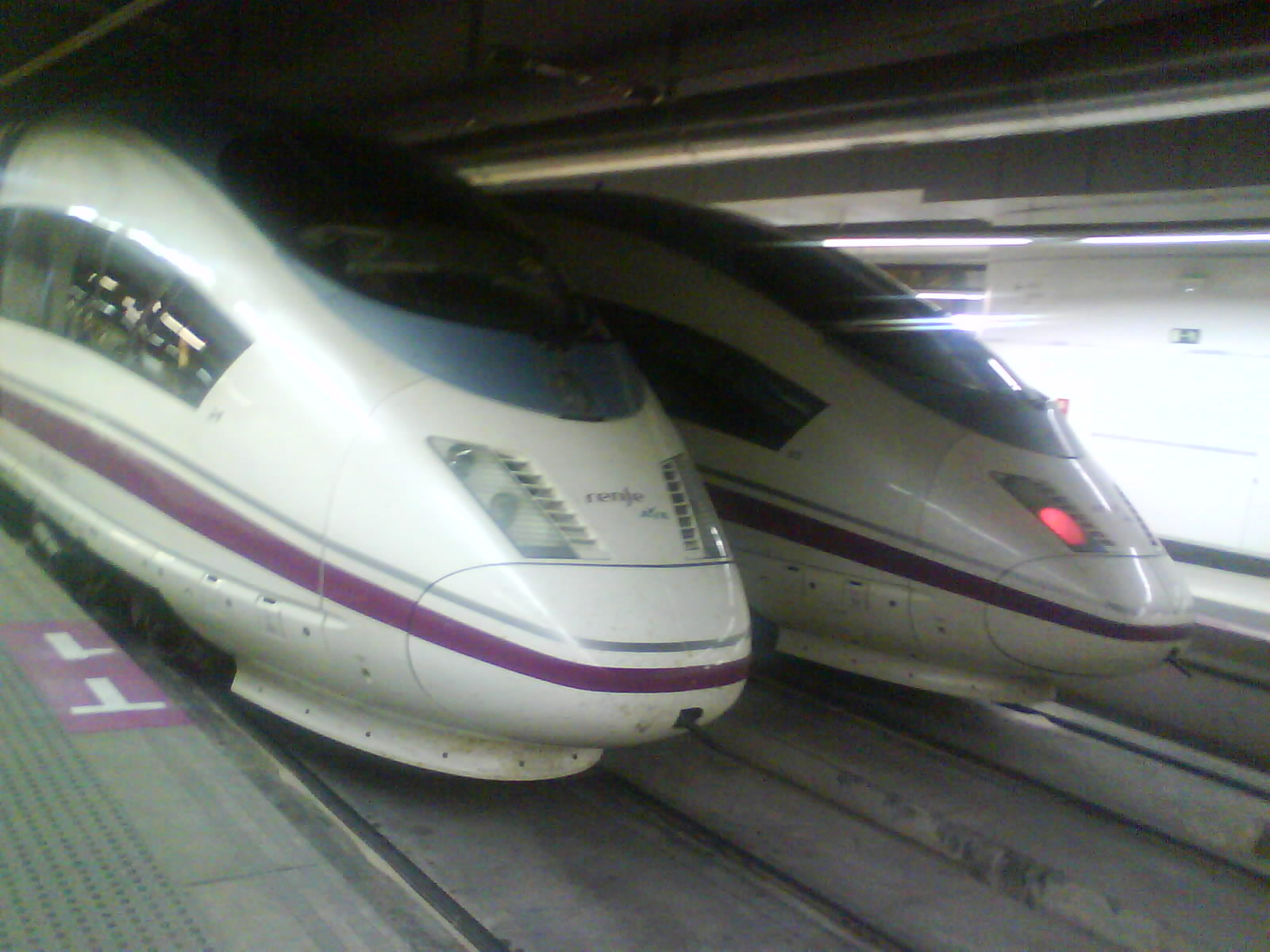
バルセロナ・サンツ駅

高速鉄道AVEなどの都市間鉄道のターミナル駅はバルセロナ・サンツ駅であり、近距離・中距離はフランサ駅が主要な役割を果たしている。
マドリード＝バルセロナ高速鉄道線の開通により、2008年にはバルセロナとマドリードが高速鉄道で結ばれた。LGVペルピニャン-フィゲラス線の開通により、2013年にはバルセロナとフランスのペルピニャンが高速鉄道で結ばれた。レンフェのほかにはカタルーニャ州政府が所有するカタルーニャ公営鉄道(FGC)が運行されており、カタルーニャ州営鉄道は通勤鉄道サービスのほかに、ケーブルカーやバルセロナ地下鉄なども運航している。近郊のモンセラートまでの鉄道も運航している。

### その他
欧州自動車道路E15号線はイギリス・フランス・スペイン地中海岸を縦断する道路であり、ジローナ、バルセロナ、タラゴナ、バレンシアなどを通っている。E90号線はトルコ・ギリシャ・イタリア・スペインを横断する道路であり、バルセロナ、サラゴサ、マドリードなどを通っている。E09号線はフランスのオルレアンとバルセロナを結ぶ道路であり、リモージュやトゥールーズを経由している。かつて鉄道駅として使用されていたエスタシオー・ダル・ノルドは1992年バルセロナオリンピックを機に改修され、長距離・近距離のバスターミナルとして使用されている。
バルセロナ都市圏では路面電車が3路線運航されており、トランバイシュとトランバゾスはバルセロナと郊外を、トランビア・ブラウはバルセロナで完結している。ケーブルカーとしてはフニクラ・ダル・ティビダボ、フニクラ・ダ・バイビドレラ、フニクラ・ダ・ムンジュイックがあり、ロープウェーとしてはタラフェリコ・ダ・ムンジュイック、タラフェリック・ダル・ポルトがある。

## スポーツ
バルセロナのスポーツクラブ一覧
| クラブ                       | リーグ                     | 競技             | 拠点                       | 設立年 |
| ---------------------------- | -------------------------- | ---------------- | -------------------------- | ------ |
| FCバルセロナ                 | リーガ・エスパニョーラ     | サッカー         | カンプ・ノウ               | 1899   |
| RCDエスパニョール            | リーガ・エスパニョーラ     | サッカー         | コルネリャ＝エル・プラット | 1900   |
| FCバルセロナ・バスケット     | リーガACB                  | バスケットボール | パラウ・ブラウグラナ       | 1926   |
| FCバルセロナ・バロンマノ     | リーガASOBAL               | ハンドボール     | パラウ・ブラウグラナ       | 1942   |
| FCバルセロナ・アイスホッケー | リーガ・ナシオナル         | アイスホッケー   | パラウ・ダ・ジェル         | 1972   |
| FCバルセロナ・ホッケー       | OKリーガ                   | ローラーホッケー | パラウ・ブラウグラナ       | 1942   |
| FCバルセロナ・フットサル     | リーガLNFS                 | フットサル       | パラウ・ブラウグラナ       | 1986   |
| FCバルセロナ・ラグビー       | ディビシオン・デ・オノール | ラグビーユニオン | ラ・テイショネーラ         | 1924   |

### オリンピック

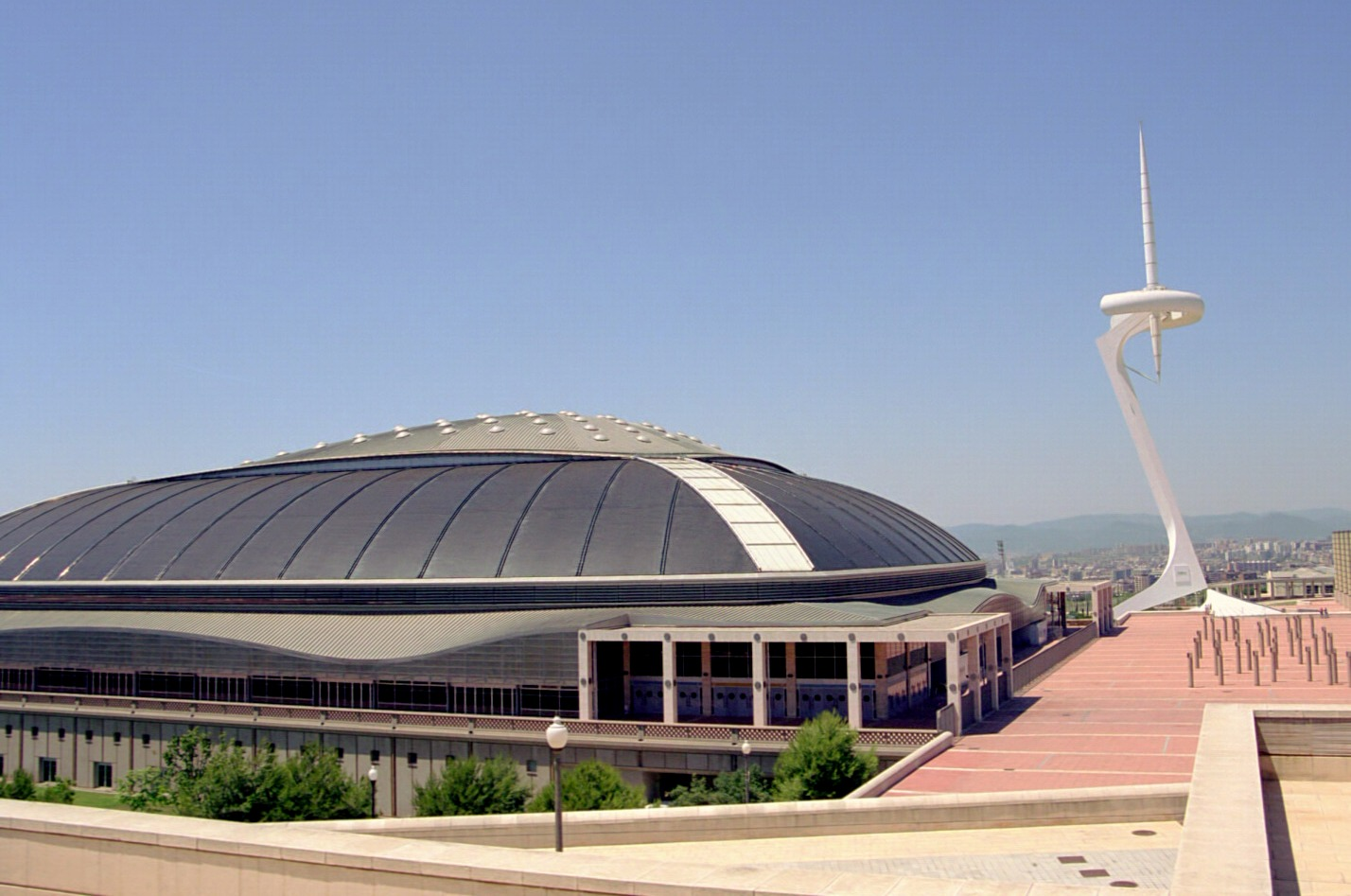
パラウ・サン・ジョルディ

1931年の国際オリンピック委員会（IOC）総会では、1936年夏季オリンピック開催地が決定され、下馬評ではバルセロナが有力だったもののドイツのベルリンに敗れた。
ナチス・ドイツのアドルフ・ヒトラー総統はベルリン五輪を政治利用しようとしたため、対抗してほぼ同時期にバルセロナで人民オリンピックの開催が企画された。カタルーニャ自治政府に加えてスペイン共和国政府も支援し、23か国から約6,000人の選手が人民オリンピックに参加を申し込んだ。しかし、開会式当日の7月19日にスペイン内戦が勃発したことで人民オリンピックは中止を余儀なくされた。
それから56年後、カタルーニャ人のフアン・アントニオ・サマランチがIOC会長を務めていた1992年に、カタルーニャ色を強く出したバルセロナ五輪が開催された。また、五輪の後に開催されたバルセロナパラリンピックはバルセロナとマドリードで共同開催された。

### サッカー

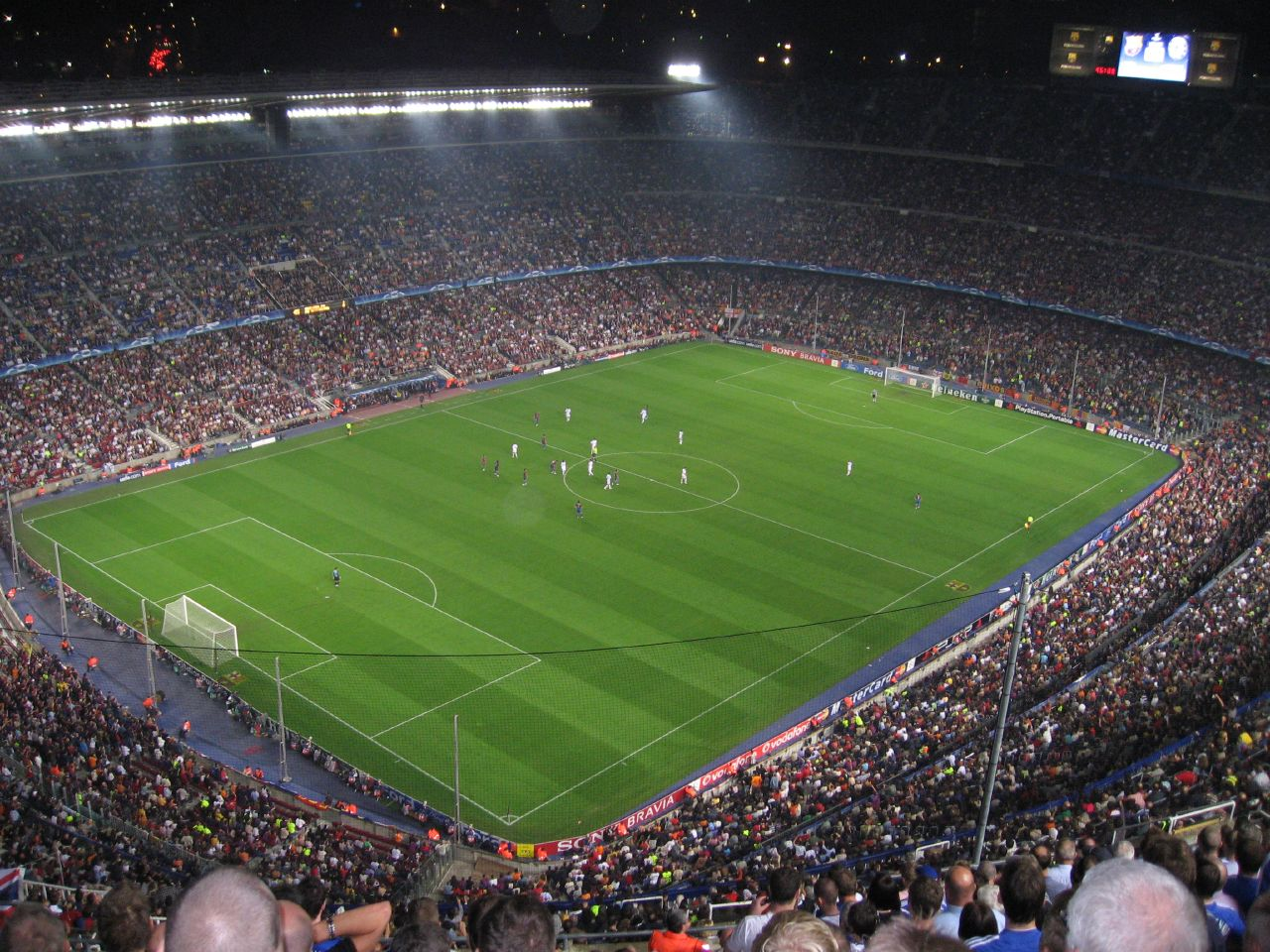
FCバルセロナの本拠地「カンプ・ノウ」

FCバルセロナは数多くの競技チームを持つ総合スポーツクラブであり、バスケットボールチーム、ハンドボールチームもスペインリーグの強豪であり、サッカー部門は世界屈指の強豪クラブである。マドリードに本拠地を置くレアル・マドリードとは激しいライバル関係にあり、両者の対戦はエル・クラシコと呼ばれる。カタルーニャ人にとってFCバルセロナは単なるスポーツクラブに留まらず、クラブの歴史はカタルーニャの歴史と重ね合わされる存在である。
ホームスタジアムであるカンプ・ノウは、フランコ体制下でカタルーニャ語の使用が許可された唯一の場所であり、エル・クラシコはカタルーニャと中央政府の代理戦争の意味合いを呈した。また、クラブは「ソシオ」と呼ばれる会員によって運営されていることが特徴である。さらにバルセロナには、FCバルセロナの他にもRCDエスパニョールというサッカークラブがあり、1930年代初頭のミゲル・プリモ・デ・リベラ独裁時代には独裁体制を支持した歴史がFCバルセロナとは異なる。

### 闘牛

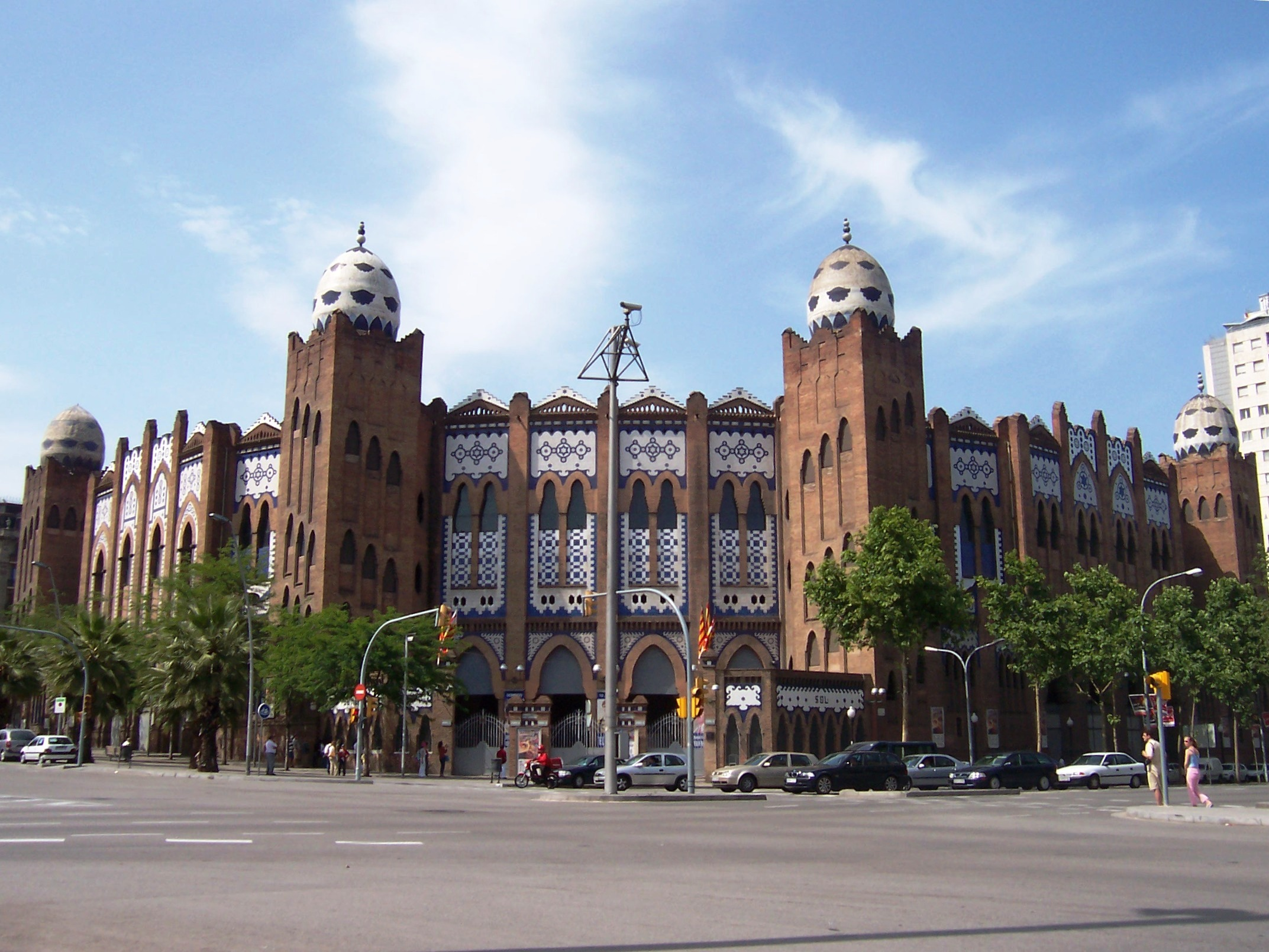
ムヌマンタル闘牛場

1834年にはアル・トリン闘牛場が、19世紀末にはより規模の大きなアレーナス闘牛場が、1914年にはアル・スポルト闘牛場（後のムヌマンタル闘牛場）が建設された。20世紀初頭のバルセロナは3つの闘牛場を有する一大闘牛都市であり、その後スペイン内戦からフランコ体制下を経た1970年代まで、ムヌマンタル闘牛場は世界最高の闘牛場だった。
レジャーの多様化、スペイン文化の象徴である闘牛ではないカタルーニャ文化の見直しなどの要因により、1970年代半ばからカタルーニャ地方で闘牛は衰退しはじめた。子供の観戦や闘牛場の新設が禁止されたほか、1989年以降には反闘牛都市宣言を行う自治体が増えた。
2009年にはカタルーニャ共和主義左翼（ERC）を中心として闘牛禁止法案がカタルーニャ州議会に提出され、2010年にはこの法案が可決された。ERC、カタルーニャ緑のイニシアティブがこの法案に賛成票を投じ、カタルーニャ国民党とシウダダノスが反対票を投じ、集中と統一やカタルーニャ社会党は党内でも票が割れた。2011年にはアレーナス闘牛場がショッピングセンターに生まれ変わり、カタルーニャ州の闘牛禁止法は2012年1月1日に施行された。

## ギャラリー

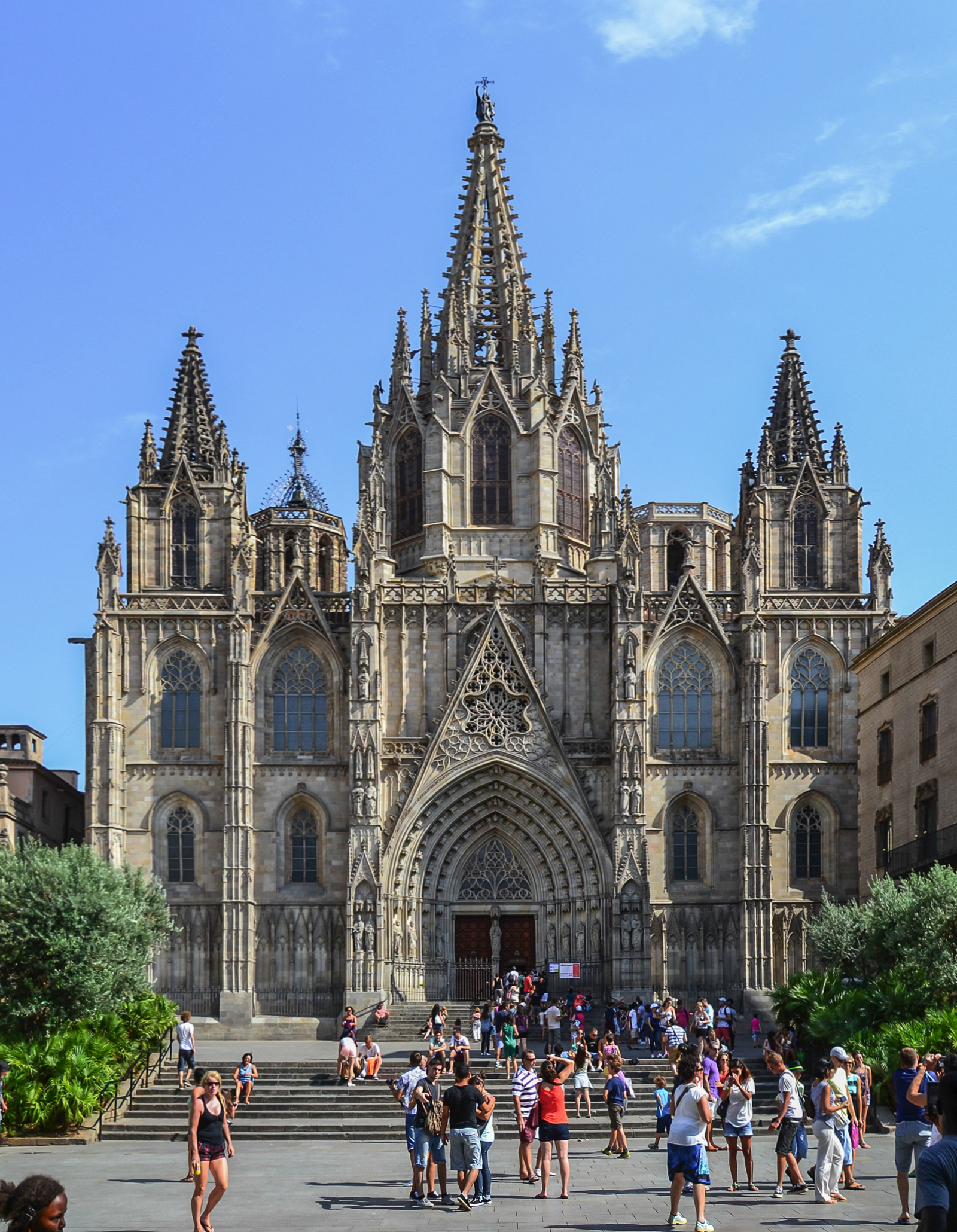
サンタ・エウラリア大聖堂
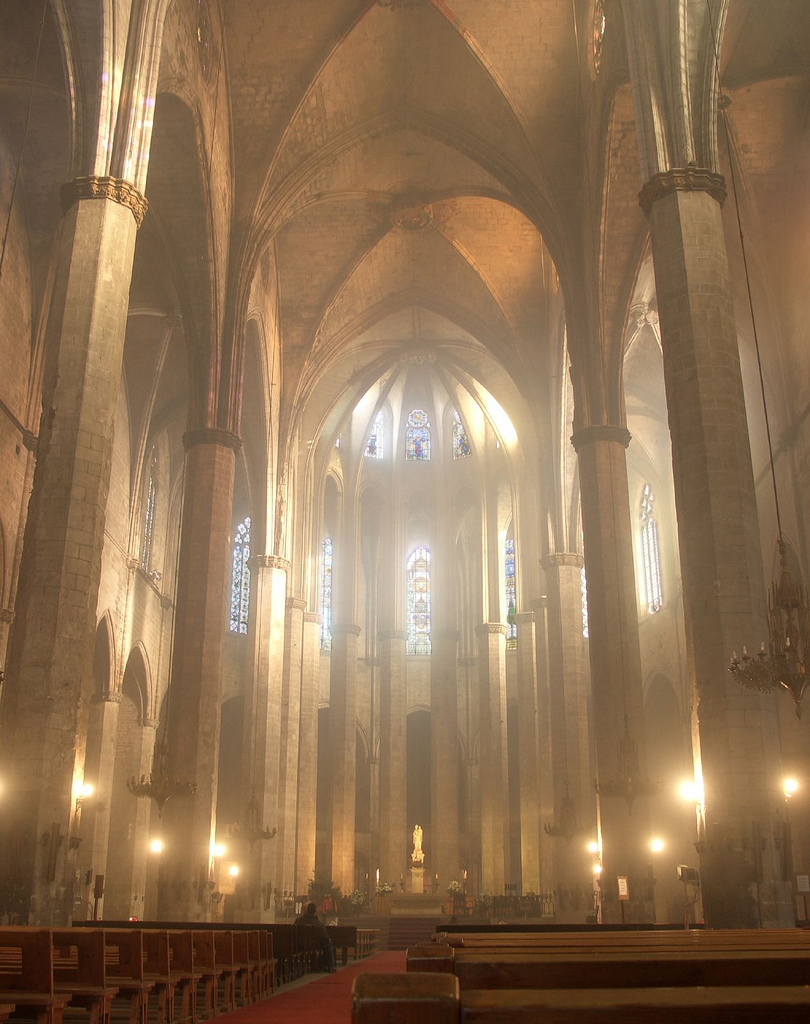
サンタ・マリア・ダル・マル教会
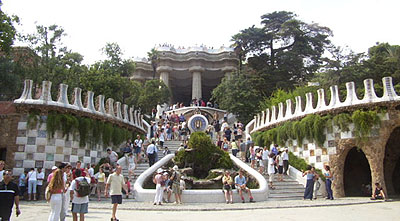
グエル公園
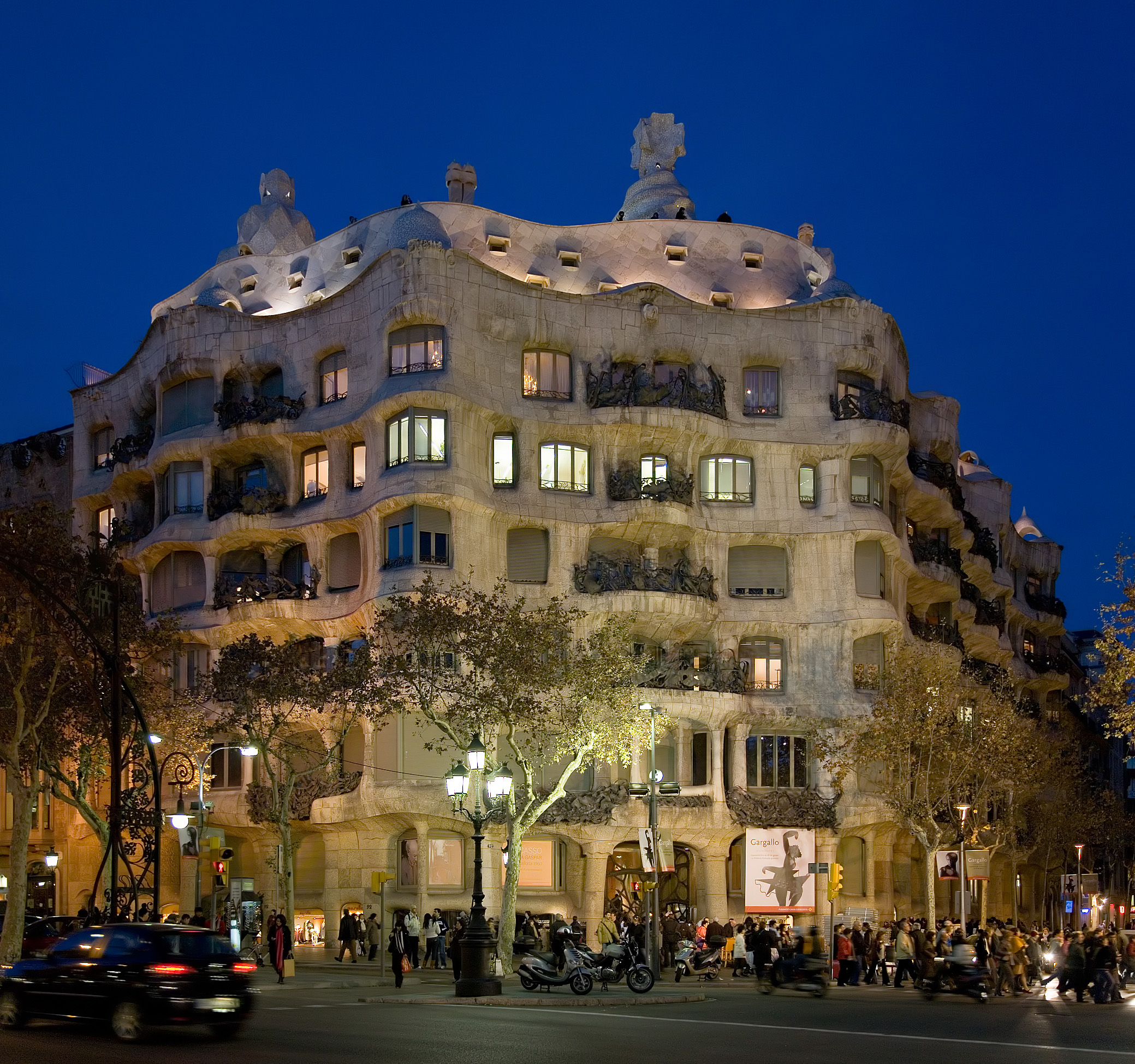
カサ・ミラ
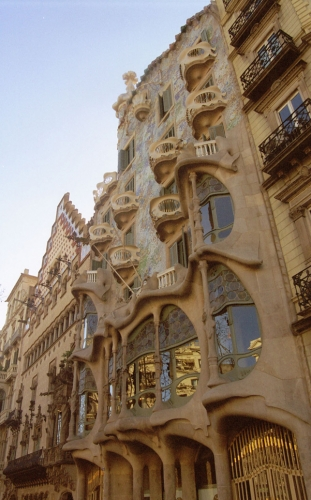
カサ・バトリョ
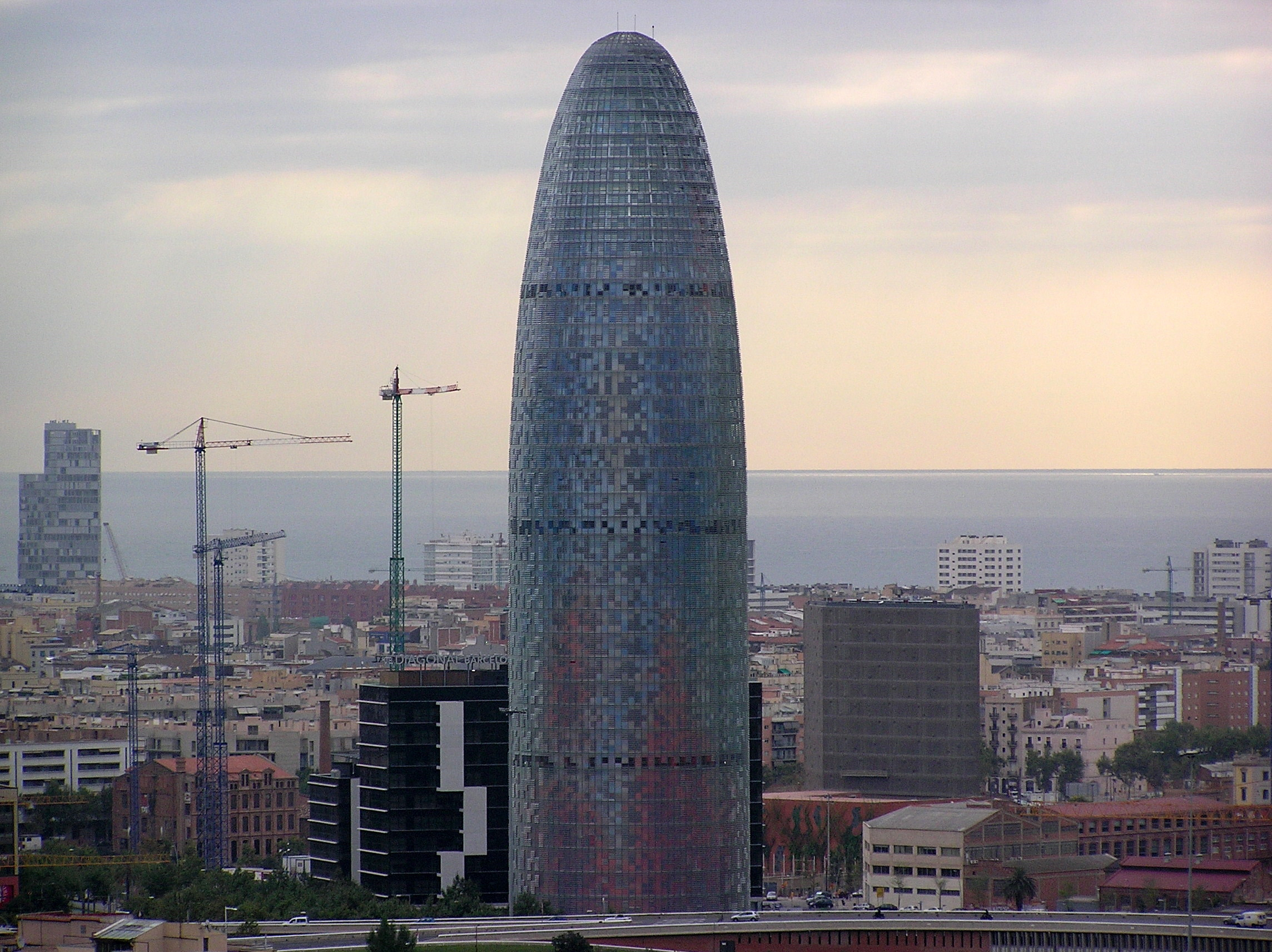
トーレ・アグバール
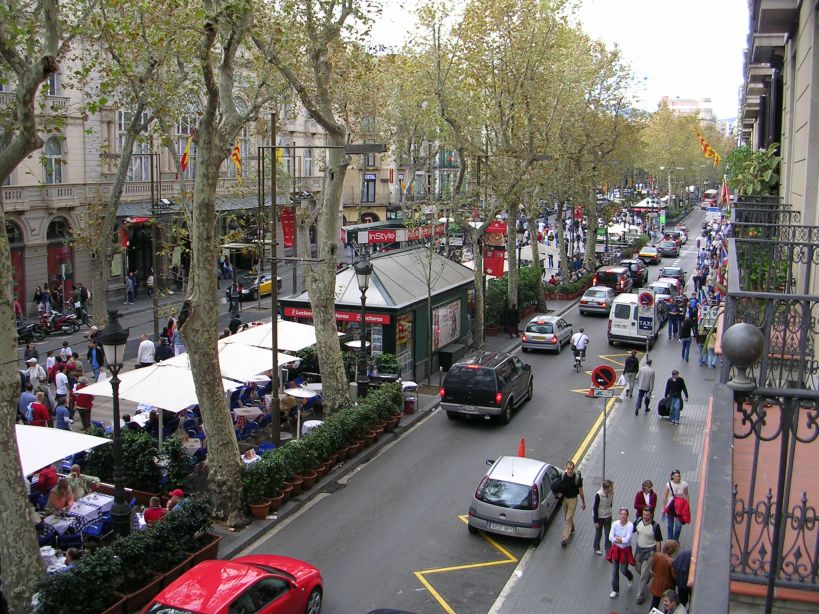
ランブラス通り
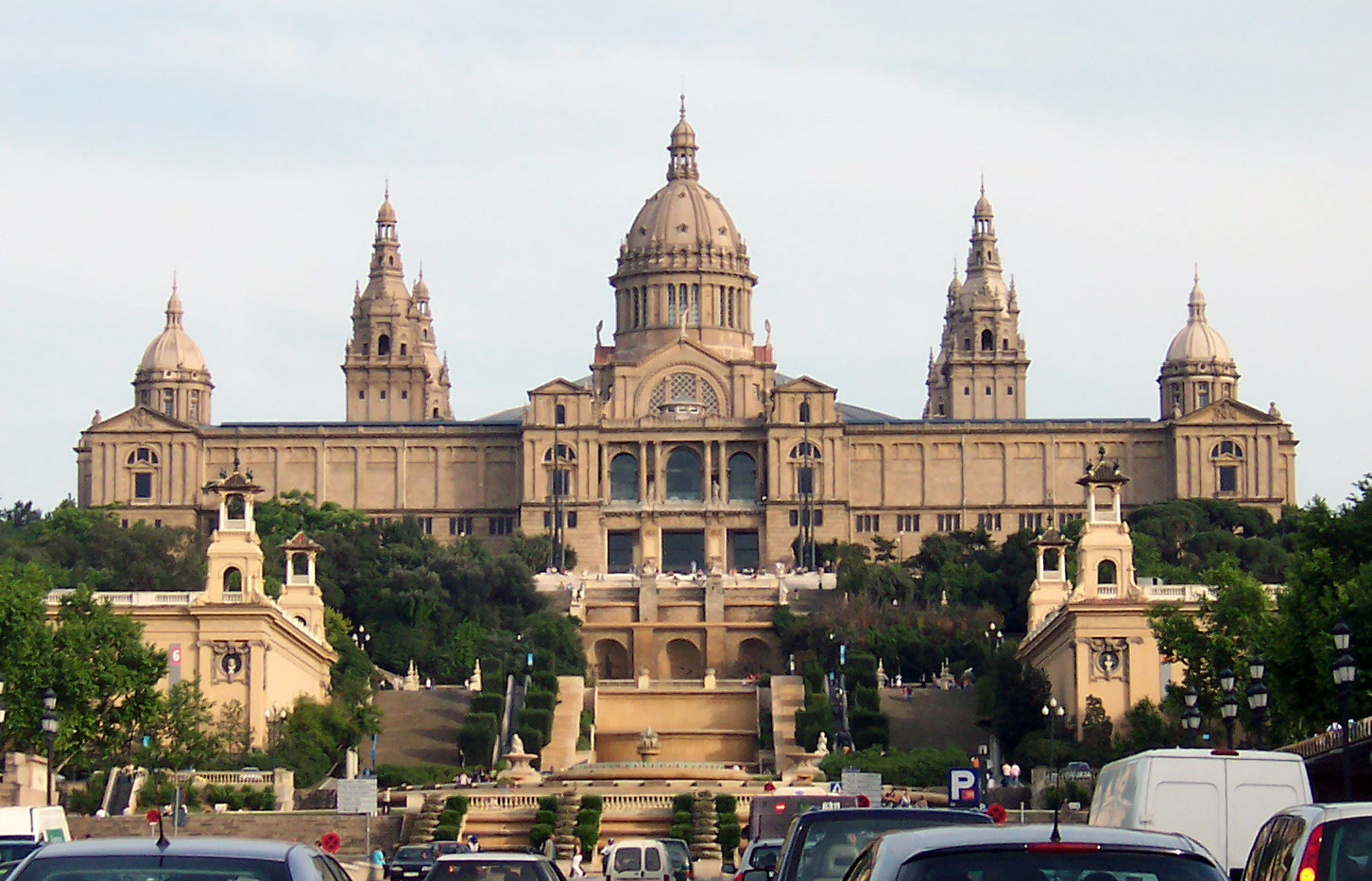
カタルーニャ美術館
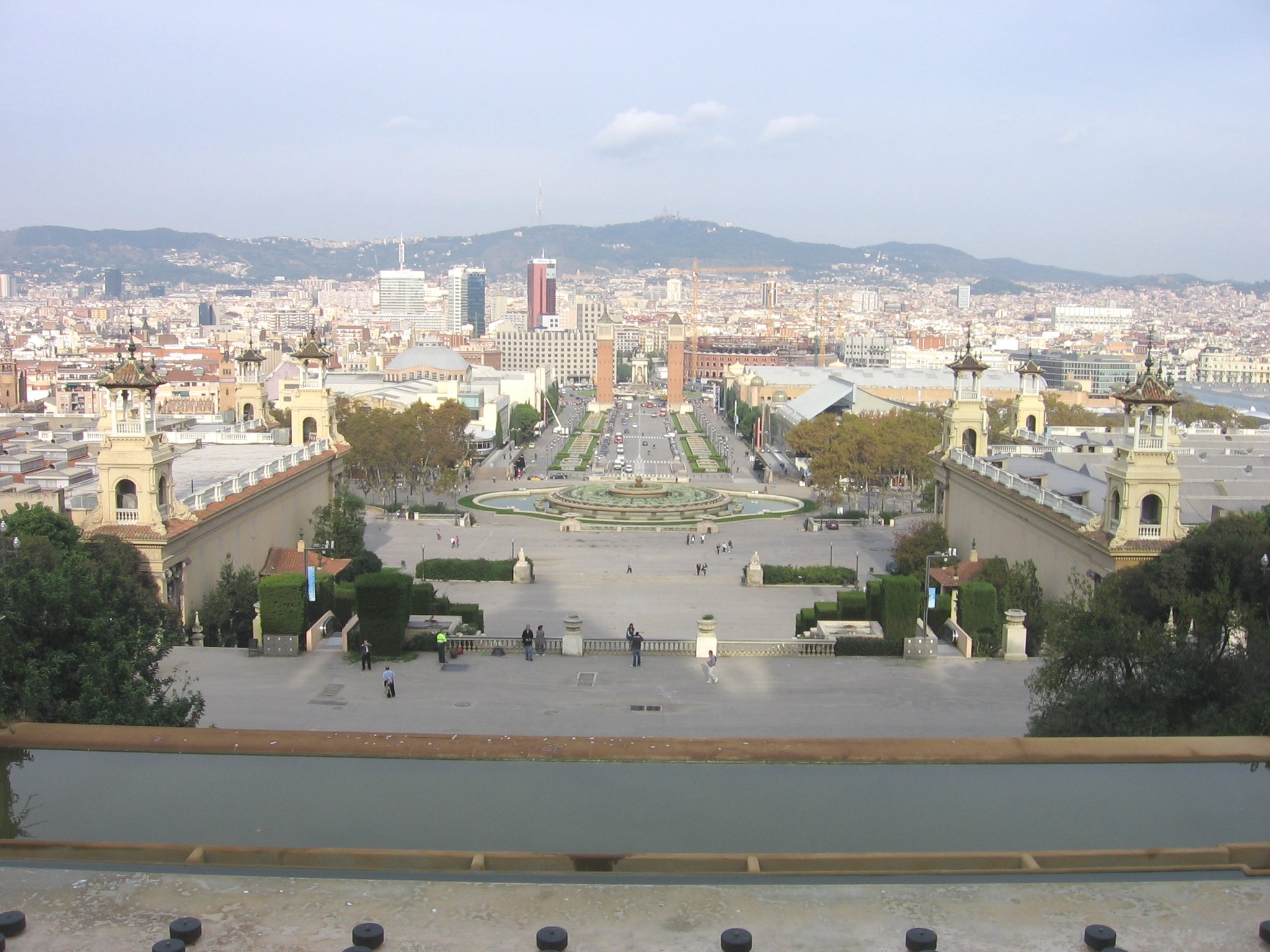
モンジュイックの丘から見たスペイン広場
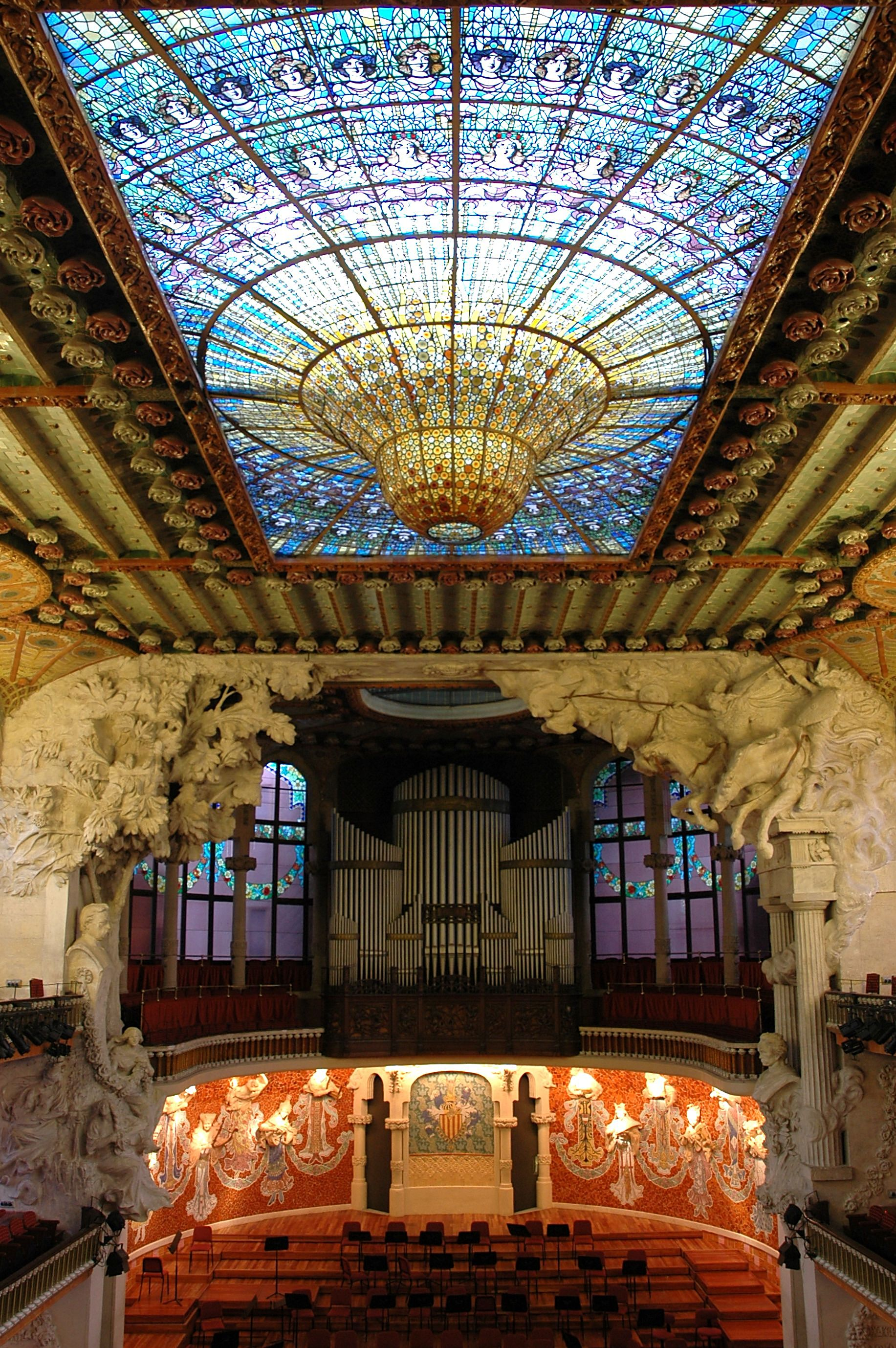
カタルーニャ音楽堂
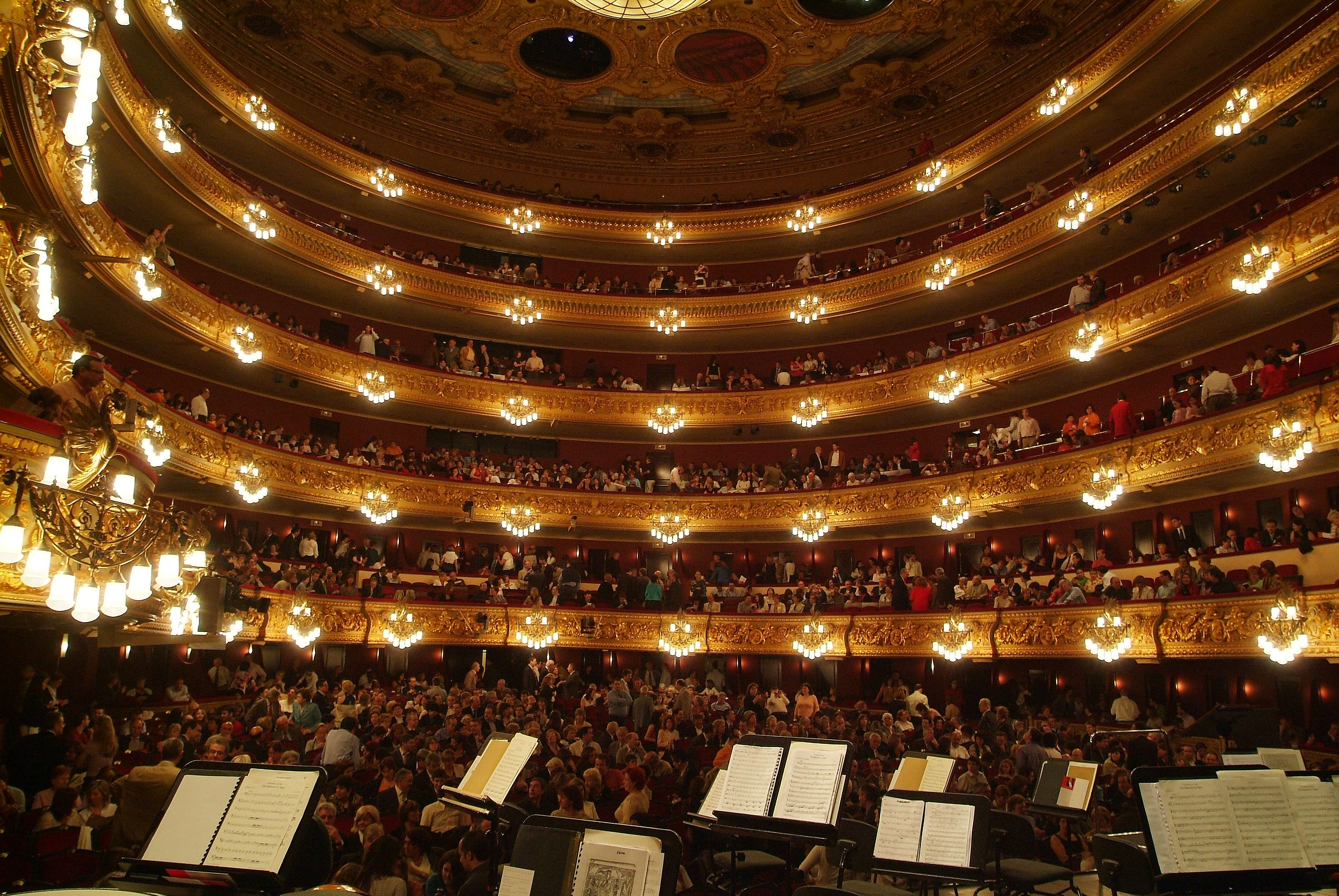
リセウ大劇場
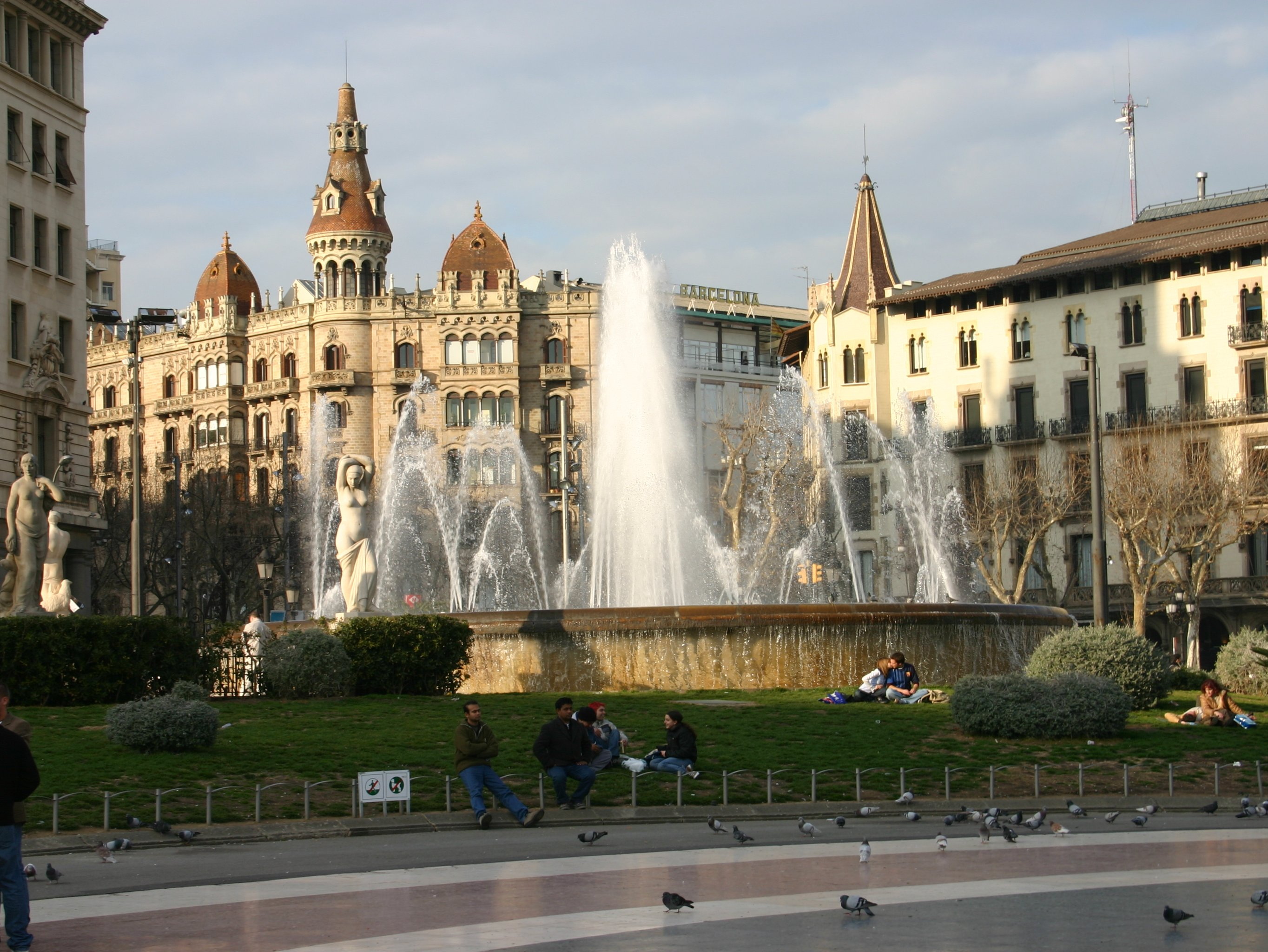
カタルーニャ広場
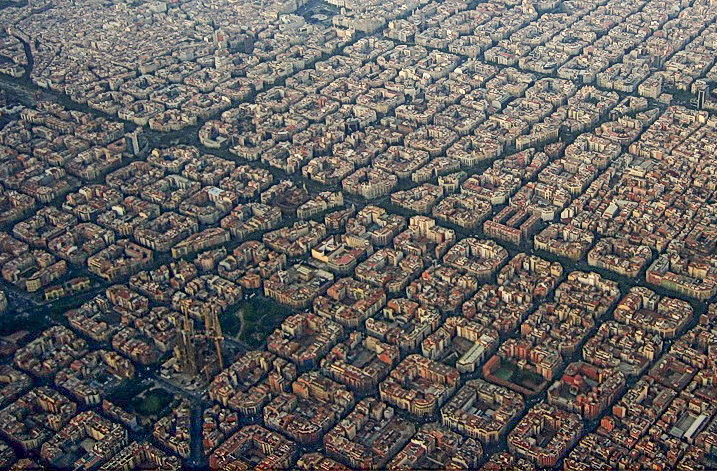
空から見たバルセロナの区画整備
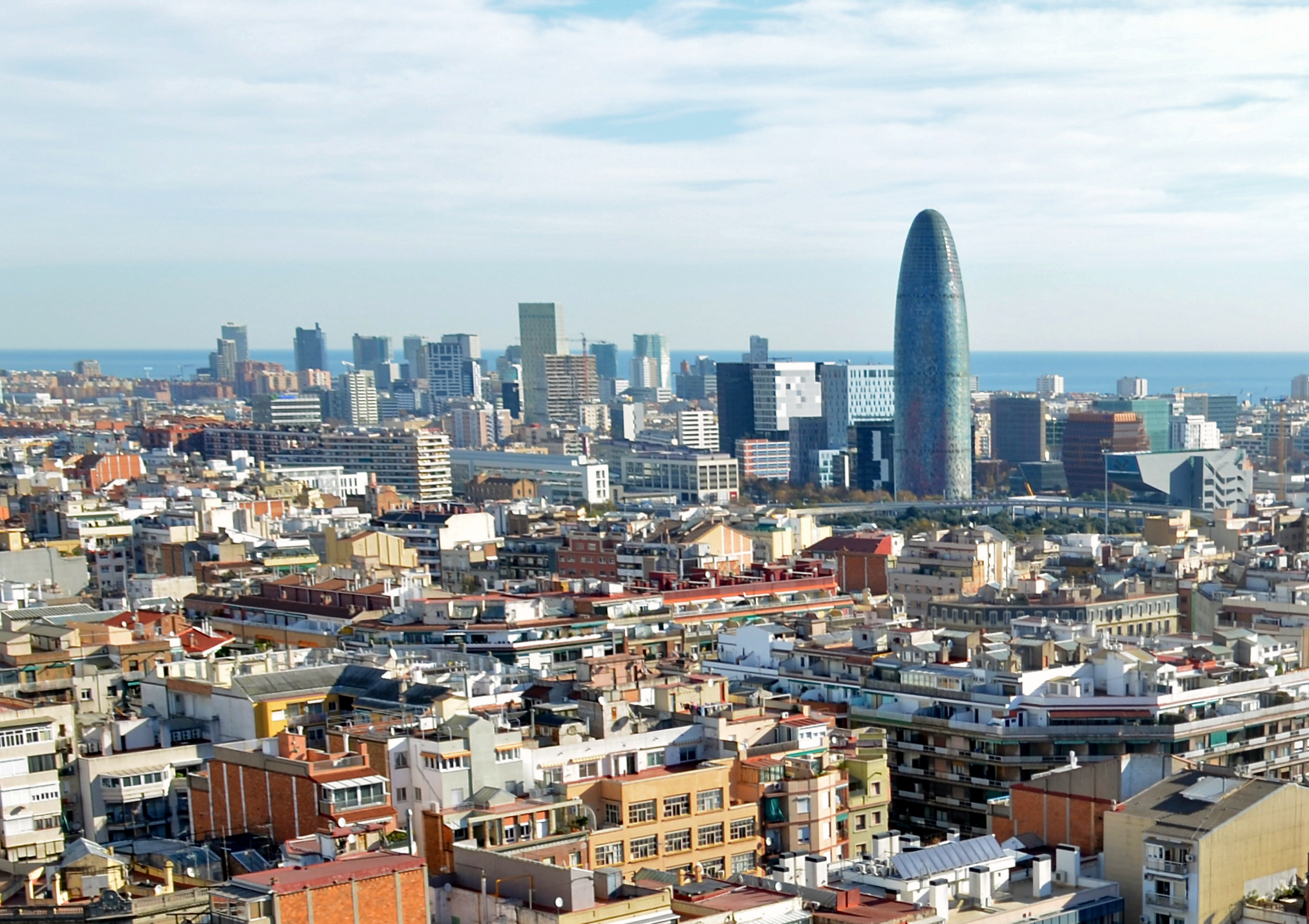
サグラダ・ファミリアから見たバルセロナのスカイライン（2011年）

## 姉妹都市
- ボストン（アメリカ合衆国マサチューセッツ州）
- ガザ（パレスチナ）
- アントウェルペン（ベルギー）
- アテネ（ギリシャ）
- ダブリン（アイルランド）
- モンペリエ（フランス）
- イスタンブール（トルコ）
- ケルン（ドイツ）
- バルパライソ（チリ）
- チュニス（チュニジア）

- リオデジャネイロ（ブラジル）
- ハバナ（キューバ）
- サンパウロ（ブラジル）
- サラエヴォ（ボスニア・ヘルツェゴビナ）
- 神戸市（日本）
- モンテビデオ（ウルグアイ）
- 釜山広域市（韓国）
- 上海市（中国）
- モンテレイ（メキシコ）

ロシアのサンクトペテルブルクとの姉妹都市関係はウクライナ侵攻により一時停止され、イスラエルのテルアビブとはパレスチナ問題の原因で一時停止されている。